# 8. Oktober
Der 8. Oktober ist der 281. Tag des gregorianischen Kalenders (der 282. in Schaltjahren), somit verbleiben noch 84 Tage bis zum Jahresende.

## Ereignisse

### Politik und Weltgeschehen
- 0314: In der Schlacht bei Cibalae besiegt die Streitmacht Konstantins des Großen in Pannonien das Heer des oströmischen Kaisers Licinius.
- 0705: Al-Walid I., unter dessen Regentschaft das Reich der Umayyaden seine größte Ausdehnung erreicht, wird Kalif.
- 1075: Dmitar Zvonimir wird von einem Abgesandten des Papstes Gregor VII. in Solin zum König von Kroatien gekrönt.

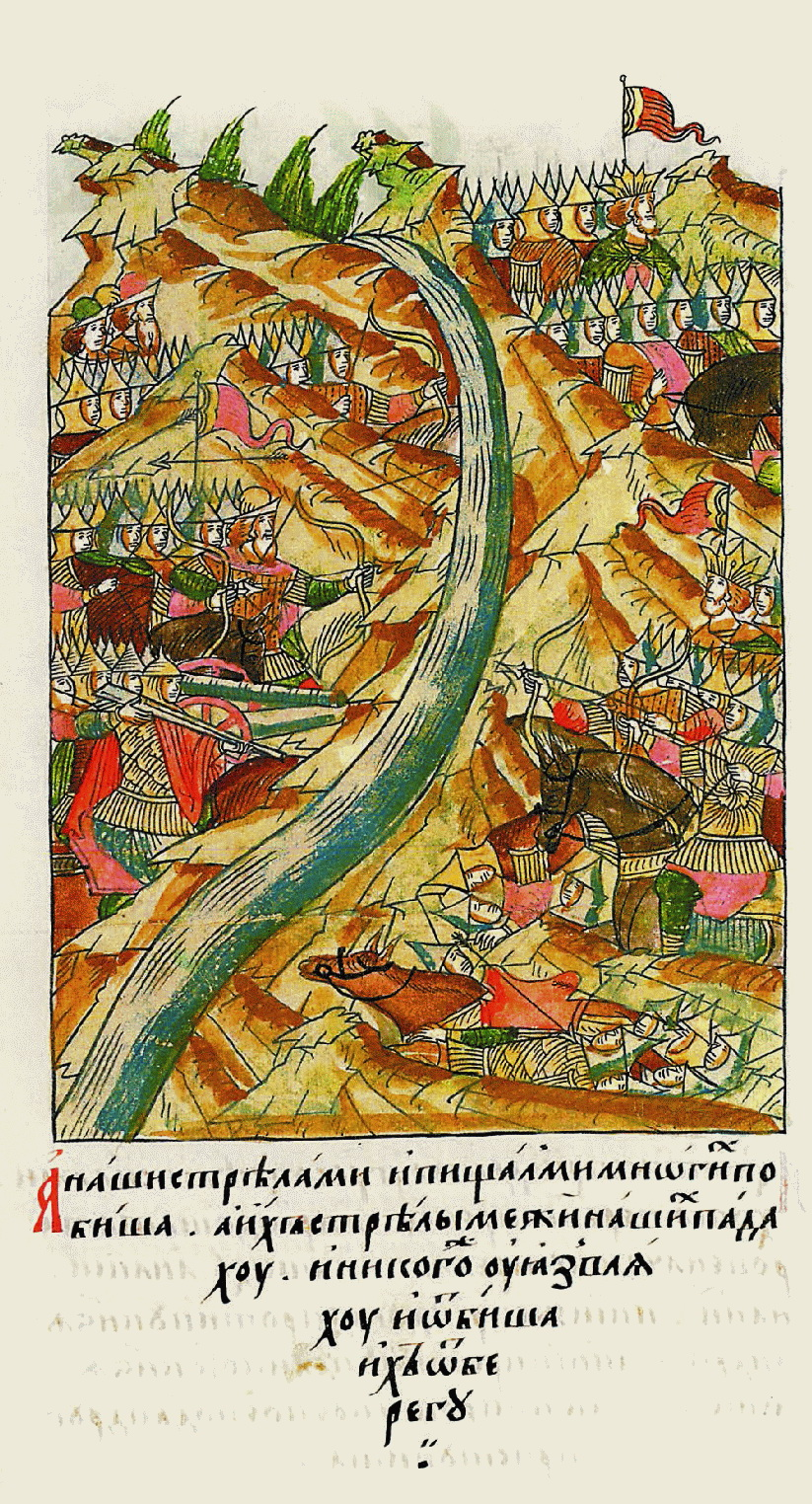
1480: Das „Stehen an der Ugra“

- 1480: Das so genannte Stehen an der Ugra zwischen dem russischen Heer Iwans III. und der Goldenen Horde unter Akhmat Khan beginnt. Nachdem ein Vorstoß der Horde abgewehrt worden ist, verbleiben beide Seiten in den folgenden Wochen bis zum Abzug der Horde am 11. November kampflos in ihren Lagern.
- 1498: Der Portugiese Vasco da Gama, der den Seeweg nach Indien gefunden hat, tritt von Calicut aus die Rückfahrt an.
- 1518: Frankreichs König Franz I. unterzeichnet die Gründungsurkunde für einen Kriegshafen namens Franciscopolis, aus dem die Hafenstadt Le Havre am Atlantik hervorgeht.
- 1573: Im Achtzigjährigen Krieg müssen die Spanier die Belagerung der niederländischen Stadt Alkmaar abbrechen und abziehen.
- 1600: San Marino erhält eine Verfassung, deren Grundzüge noch heute gültig sind und die das Land zu einer der ersten Republiken der Welt macht.
- 1619: Herzog Maximilian I. von Bayern verpflichtet sich im Münchner Vertrag, Kaiser Ferdinand II. mit einer Armee zu unterstützen, um den Böhmischen Aufstand abzuwehren. Der Kaiser verspricht ihm die pfälzische Kurwürde und die Eingliederung der Oberpfalz nach Bayern.
- 1652: Im Ersten Englisch-Niederländischen Seekrieg wehren die Briten einen Angriff der Holländer in der Seeschlacht bei Kentish Knock nahe der Themsemündung ab. Die schweren gegnerischen Verluste lassen hinterher das englische Parlament ein Geschwader von 20 Schiffen in das Mittelmeer entsenden, was sich im weiteren Kriegsverlauf als fatal erweisen wird.
- 1804: Der haitianische Revolutionsführer Jean-Jacques Dessalines lässt sich auf der Karibikinsel Hispaniola selbst zum Kaiser Jakob I. von Haiti ausrufen.
- 1805: In der Nähe von Wertingen findet das erste Gefecht des Dritten Koalitionskrieges zwischen dem Kaiserreich Frankreich und dem Kaisertum Österreich statt.

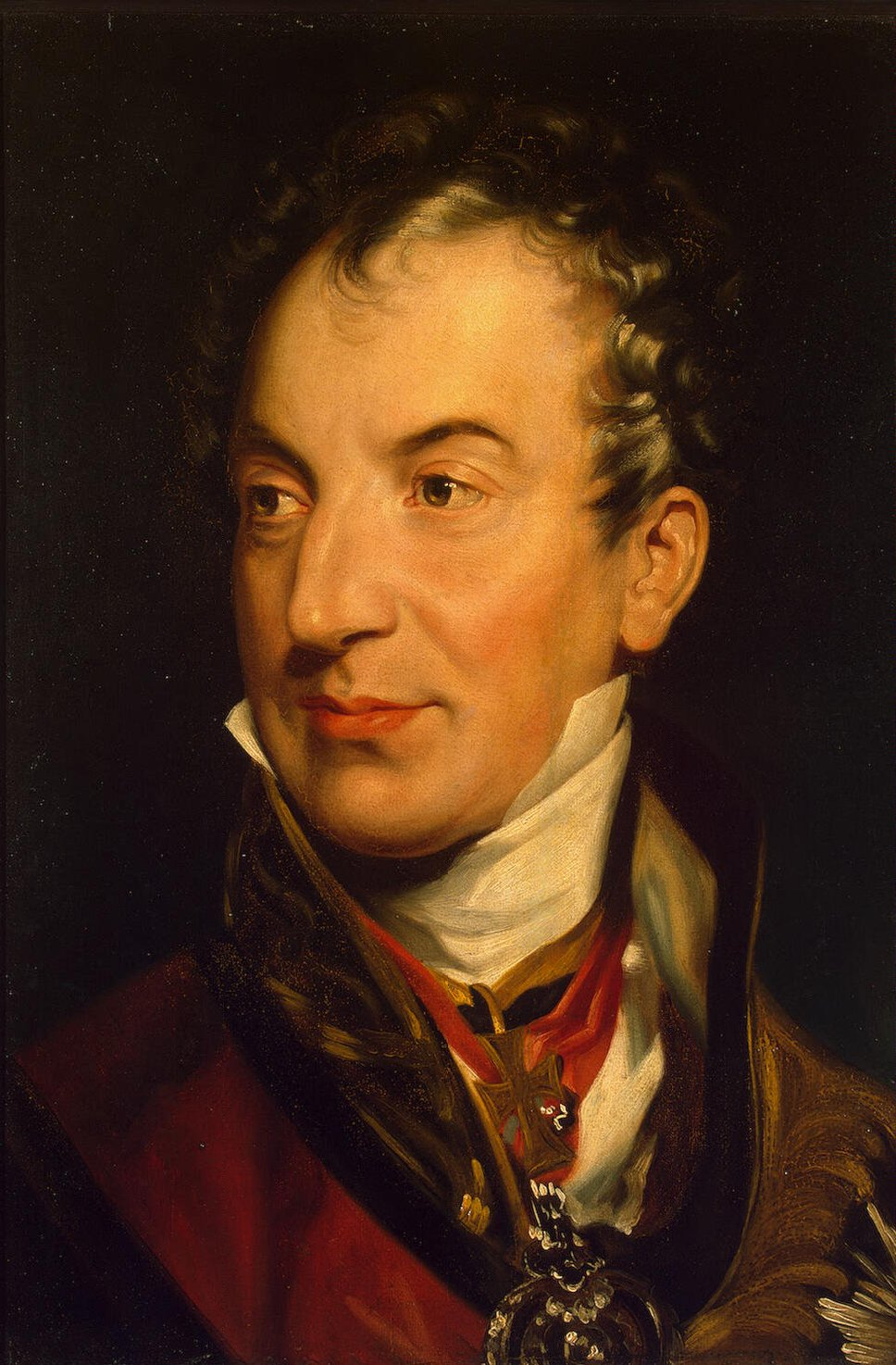
1809: Klemens Wenzel Lothar von Metternich

- 1809: In Wien vertraut Kaiser Franz I. dem vormaligen Gesandten in Paris, Graf Klemens Wenzel Lothar von Metternich, die Führung des österreichischen Außenministeriums an.
- 1813: Gegen das im Rieder Vertrag zugesicherte Wahren seines territorialen Besitzstandes tritt das Königreich Bayern, bis dahin Verbündeter Frankreichs, der Koalition gegen Napoléon bei.
- 1814: Die Norweger wählen erstmals ihr Parlament, das Storting.
- 1843: Großbritannien zwingt China den Vertrag von Humen als Ergänzung zum Vertrag von Nanking auf und lässt sich in diesem ungleichen Vertrag die Meistbegünstigungsklausel einräumen.
- 1848: Der preußische König Friedrich Wilhelm IV. lehnt den Rücktritt von Ministerpräsident Ernst von Pfuel trotz dessen Widerstands gegen den Verfassungsentwurf ab.
- 1856: Chinesische Beamte entern die im Hafen von Hongkong liegende Arrow und verhaften die Besatzung des unter britischer Flagge segelnden Schiffes unter dem Verdacht auf Piraterie, Schmuggel und Opiumhandel. Nachdem Großbritannien vergeblich die Freilassung der festgehaltenen Besatzung gefordert hat, kommt es in der Folge zum Zweiten Opiumkrieg.

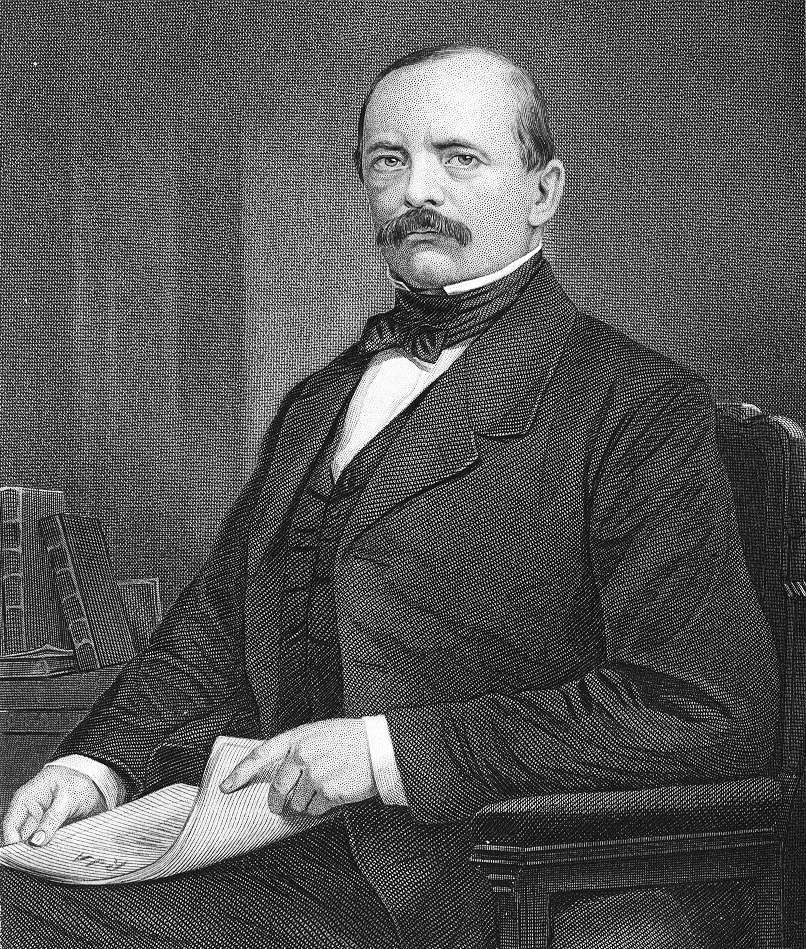
1862: Otto von Bismarck

- 1862: Otto von Bismarck wird zum preußischen Außenminister berufen.
- 1862: Die Schlacht bei Perryville im Amerikanischen Bürgerkrieg endet ohne Sieger.
- 1879: Im Seegefecht von Angamos gelingt es der chilenischen Marine, das peruanische Panzerschiff Huáscar zu erbeuten und damit im Salpeterkrieg die Seeherrschaft vor der Pazifikküste zu erlangen.
- 1895: Die koreanische Herrschersgattin Myeongseong, Königin Min genannt, wird zusammen mit zwei Hofdamen im Palast in Seoul auf japanisches Betreiben hin ermordet.
- 1895: In Trabzon wird von Einheimischen ein Massaker an den Armeniern verübt, das mehrere hundert Tote fordert.
- 1912: Nachdem das Osmanische Reich die ultimative Forderung des aus Serbien, Bulgarien, Montenegro und Griechenland bestehenden Balkanbundes nach Autonomie für Albanien und Altserbien zurückgewiesen hat, beginnt mit der Kriegserklärung Montenegros der Erste Balkankrieg.
- 1918: An der gesamten Westfront beginnt der Rückzug der Deutschen.
- 1919: In Berlin wird der Vorsitzende der USPD, Hugo Haase, bei einem Attentat durch Schüsse schwer verletzt. Er verstirbt am 7. November.
- 1938: Als Reaktion auf die Rosenkranz-Demonstration vom Vortag stürmen Mitglieder der Hitlerjugend das Erzbischöfliche Palais in Wien und verwüsten es.

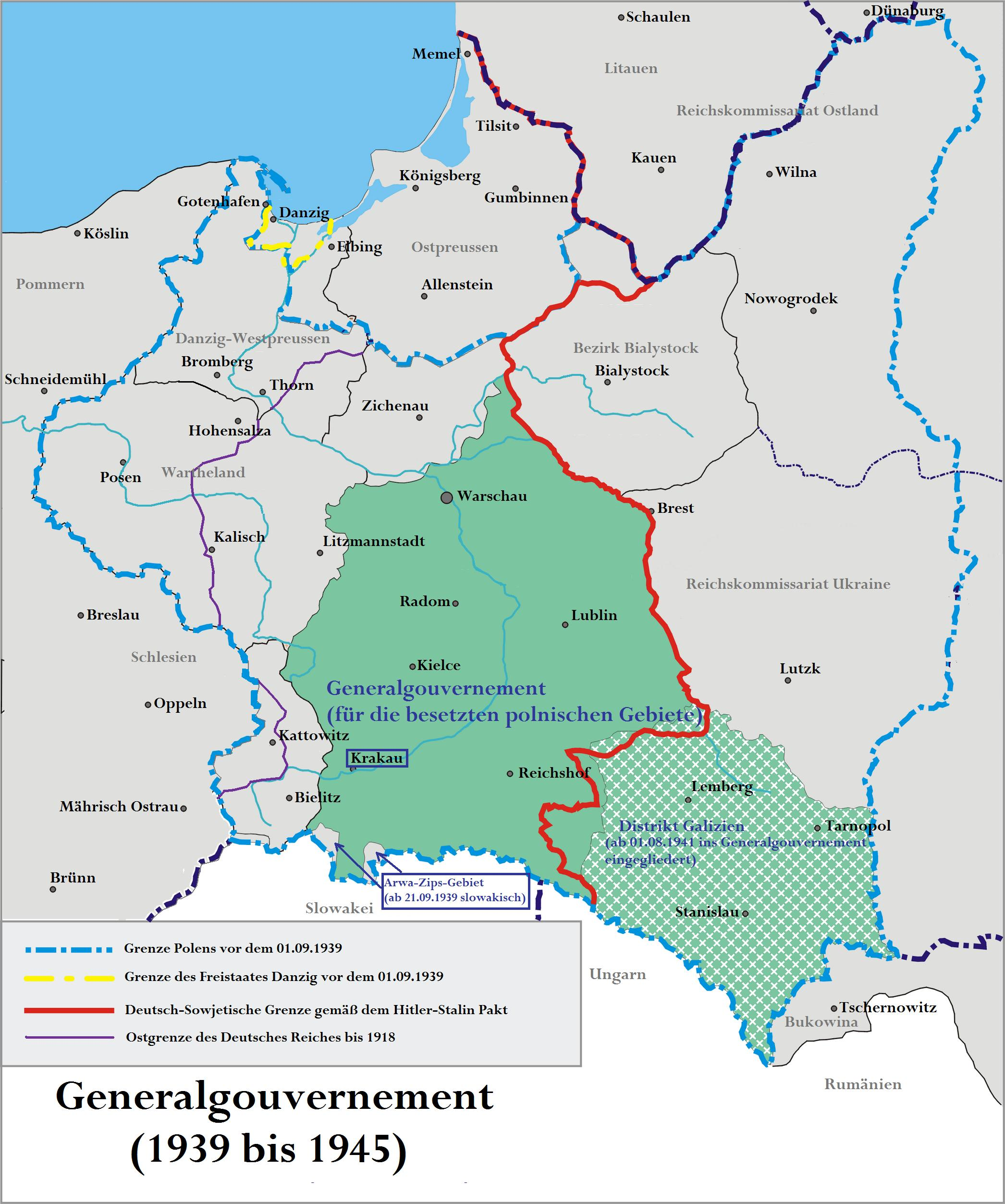
1939: Generalgouvernement

- 1939: Adolf Hitler ordnet im Zweiten Weltkrieg nach der Eroberung Polens dessen territoriale Umgestaltung an: Das westliche Gebiet wird vom Deutschen Reich annektiert, das restliche als Generalgouvernement deutsch besetzt. Am 26. Oktober treten die Bestimmungen in Kraft.
- 1945: In Paris endet der Gründungskongress des Weltgewerkschaftsbundes.
- 1951: In der DDR wird die Rationierung aller Lebensmittel, bis auf die für Fleisch, Fett und Zucker, aufgehoben.
- 1957: GB/BHE und Bayernpartei kündigen die bayerische Viererkoalition auf, woraufhin Ministerpräsident Wilhelm Hoegner (SPD) seinen Rücktritt erklärt. Der Regierungswechsel zu einer CSU-geführten Landesregierung unter Hanns Seidel erfolgt am 16. Oktober.

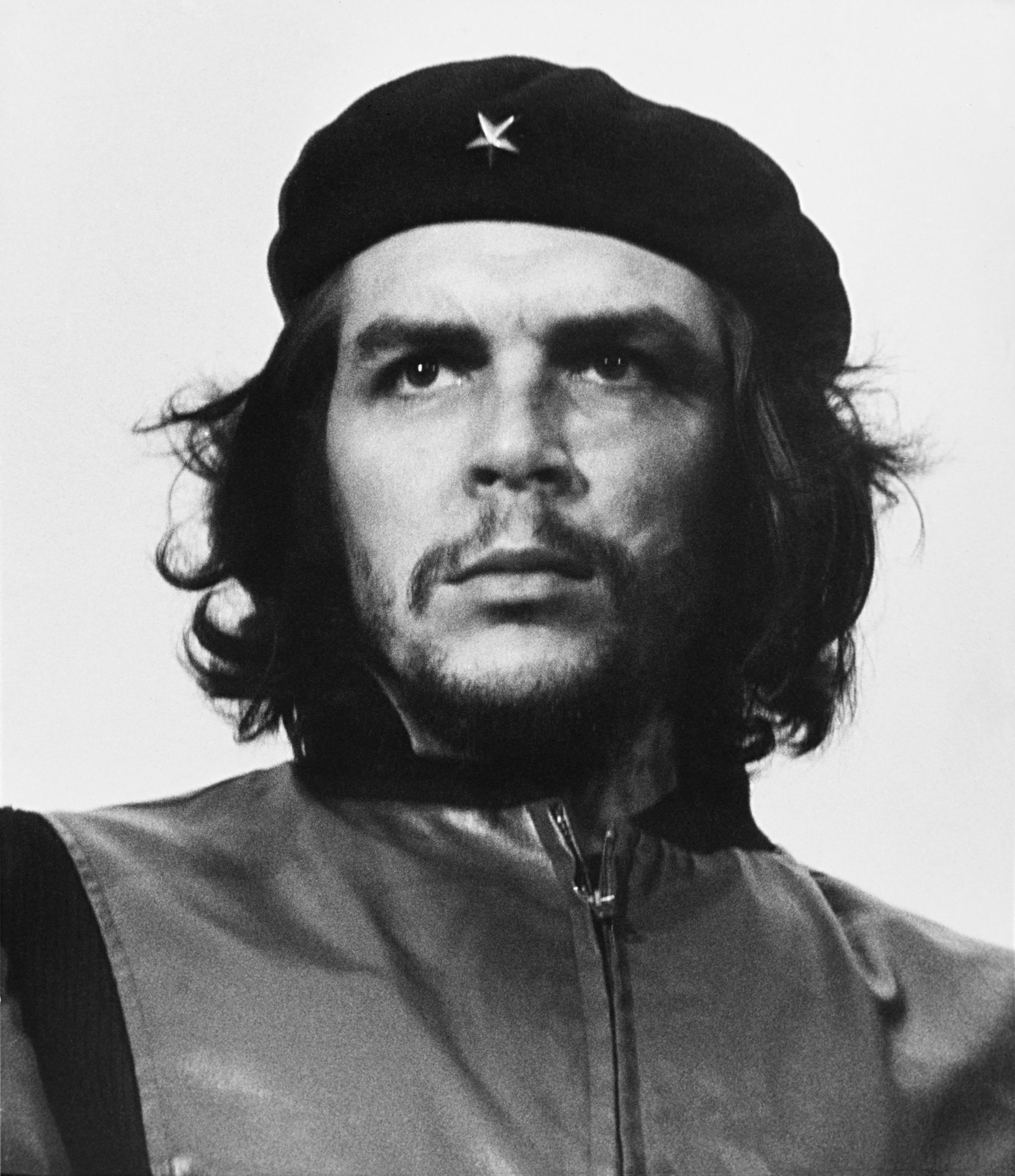
1967: Che Guevara

- 1967: Che Guevara wird nach einer Schießerei bei La Higuera von der bolivianischen Armee festgenommen. Am nächsten Tag wird er ohne Gerichtsverhandlung erschossen.
- 1982: In Polen wird ein neues Gewerkschaftsgesetz verabschiedet, nach dem die bereits seit Einführung des Kriegsrechts im Dezember des Vorjahres suspendierte Solidarność und andere nach dem bisherigen Gesetz registrierte Gewerkschaften aufgelöst sind.
- 1989: Während einer Demonstration mehrerer Tausend Menschen auf der Prager Straße in Dresden werden 20 Demonstranten ausgewählt, die am Folgetag mit Oberbürgermeister Wolfgang Berghofer Gespräche führen sollen, die Gruppe der 20.
- 1991: Zerfall Jugoslawiens: Das kroatische Parlament erklärt die Unabhängigkeit der Teilrepublik von Jugoslawien.

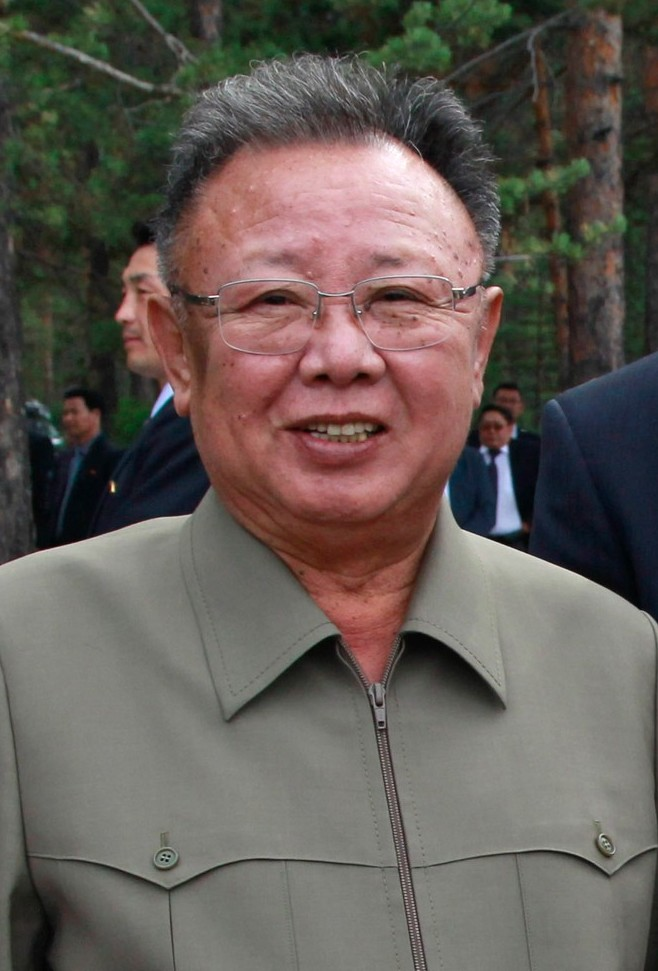
1997: Kim Jong-il

- 1997: Kim Jong-il wird als Nachfolger seines bereits 1994 verstorbenen Vaters Kim Il-sung formell Generalsekretär der nordkoreanischen Staatspartei PdAK.
- 1997: In Bordeaux beginnt der Prozess gegen Maurice Papon, dem Beteiligung an Juden-Deportationen während der deutschen Besatzung vorgeworfen wird. Die Anklage lautet auf Verbrechen gegen die Menschlichkeit.
- 1998: Der US-Senat verabschiedet den Digital Millennium Copyright Act, der die Rechte von Copyright-Inhabern erweitert.
- 2000: Nach der Abdankung seines Vaters Jean wird Henri neuer Großherzog von Luxemburg.
- 2000: Aleksander Kwaśniewski wird als Staatspräsident von Polen wiedergewählt.

### Wirtschaft
- 1884: In Hamburg konstituiert sich das Syndikat für Westafrika, das Handel und Verwaltung in den dortigen deutschen Kolonien übernehmen soll.
- 1906: In London stellt der deutsche Friseur Karl Ludwig Nessler eine von ihm erbaute Dauerwellen-Apparatur vor.
- 1923: Der Flughafen Berlin-Tempelhof erhält die vorläufige Konzession für den Betrieb.
- 1955: Der französische Automobilhersteller Citroën präsentiert auf dem Pariser Autosalon das von André Lefèbvre und Flaminio Bertoni entworfene Modell Citroën DS.
- 1998: Der Flughafen Oslo-Gardermoen wird eröffnet. Er zählt zu den modernsten Airports in Europa.
- 2008: Als Reaktion auf die Finanzkrise senken in einer konzertierten Aktion sieben der führenden Notenbanken, darunter die Federal Reserve, die Europäische Zentralbank (EZB), die Bank of England und die Schweizerische Nationalbank (SNB), weltweit die Leitzinsen. Die japanische Zentralbank senkt die Zinsen nicht, spricht der Aktion aber ihre Unterstützung aus.

### Wissenschaft und Technik
- 1958: In Stockholm wird vom Arzt Åke Senning einem Menschen der erste Herzschrittmacher eingepflanzt.

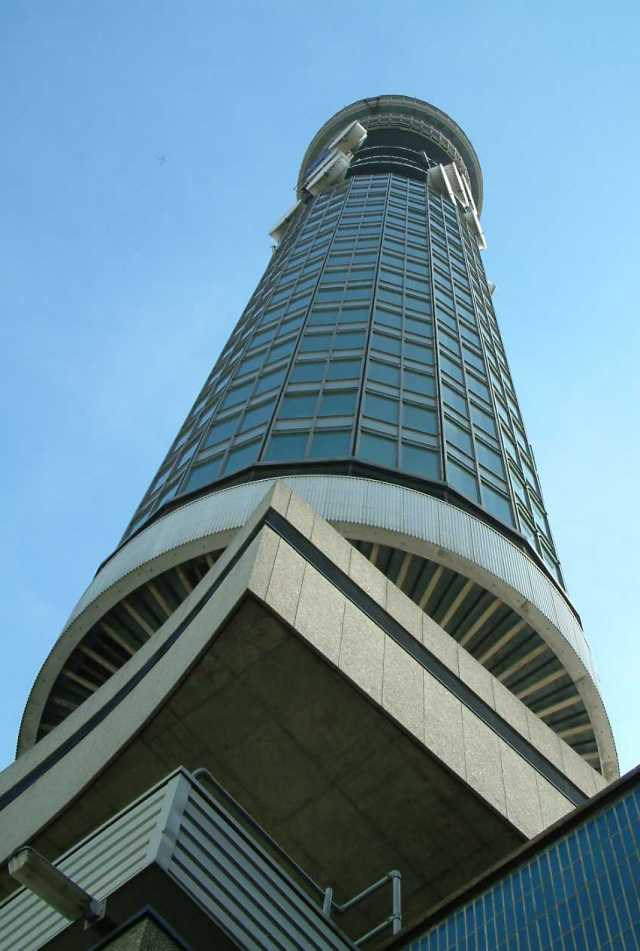
1965: Post Office Tower

- 1965: In London wird der Post Office Tower in Betrieb genommen. Der Fernsehturm ist mehrere Jahre lang das höchste Bauwerk der Stadt.
- 2005: Start des Satelliten CryoSat der Europäische Weltraumorganisation (ESA), der aber kurz nach dem Start in das Nordpolarmeer stürzt.
- 2007: Für ihre Arbeiten an der Knockout-Maus wird den Molekularbiologen Mario Capecchi, Martin Evans und Oliver Smithies der Medizin-Nobelpreis zuerkannt.

### Kultur
- 0777: Die Hammelburger Markbeschreibung, das Protokoll einer Grenzbegehung und zugleich eine der ältesten Urkunden in althochdeutscher Sprache, entsteht.
- 1903: Im Kopenhagener Odd Fellow Palæet wird Carl Nielsens Helios-Ouvertüre unter Leitung von Johan Svendsen uraufgeführt.

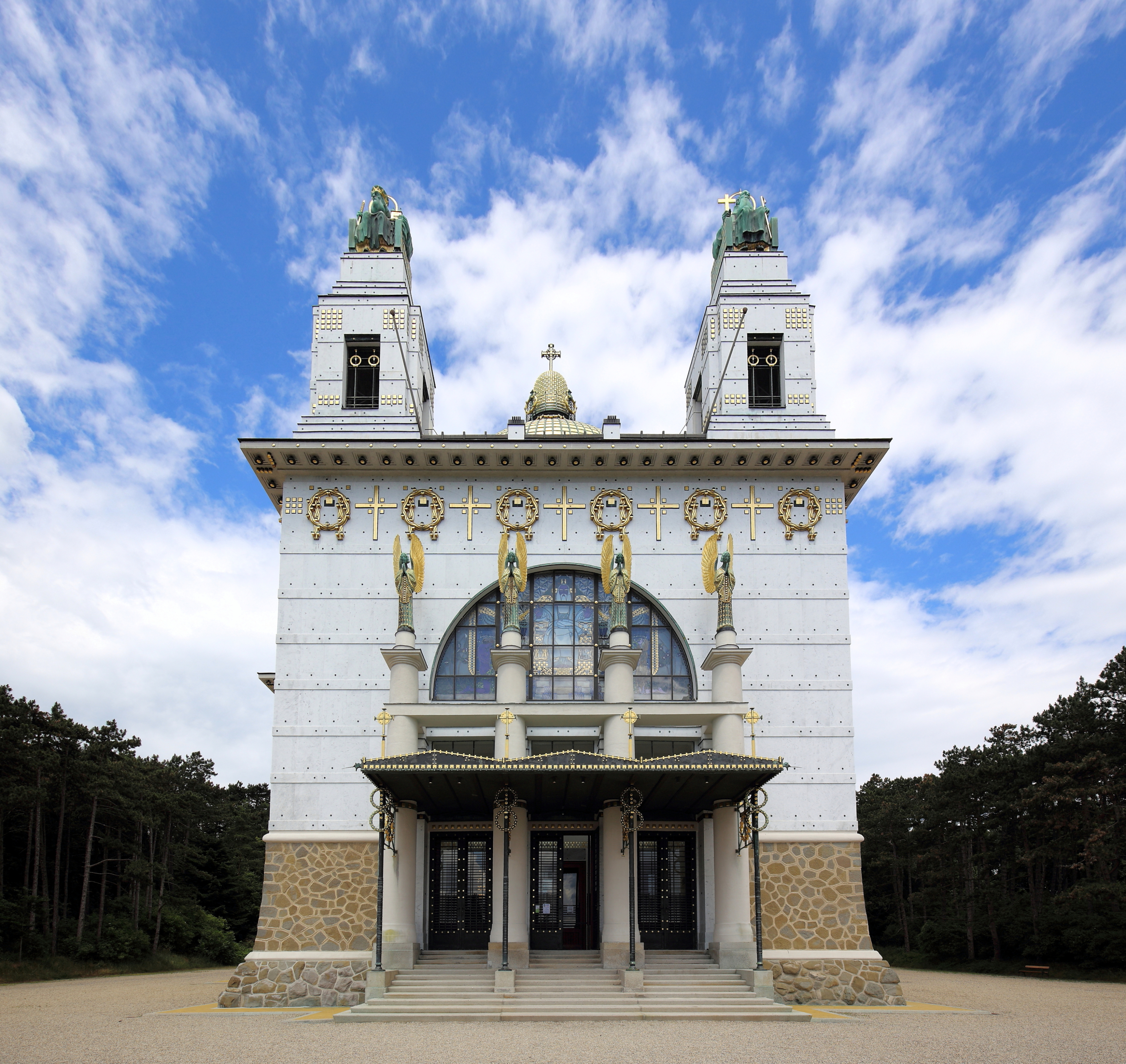
1907: Kirche am Steinhof

- 1907: Die Kirche am Steinhof, eines der bedeutendsten Bauwerke des Wiener Jugendstils, wird eröffnet.
- 1915: An der Königlichen Oper in Kopenhagen findet die Uraufführung der Oper Isabella von Ludolf Nielsen statt.
- 1965: Das Theaterstück Die Flucht von Ernst Waldbrunn und Lida Winiewicz wird mit Waldbrunn und Albert Lieven in den Hauptrollen in Wien im Kleinen Theater der Josefstadt im Konzerthaus uraufgeführt. Regie führt Hermann Kutscher.
- 1981: Das neue Leipziger Gewandhaus wird eingeweiht.
- 1985: In London wird das auf dem gleichnamigen Roman von Victor Hugo basierende Musical Les Misérables von Claude-Michel Schönberg und Alain Boublil erstmals in der bekannt gewordenen Fassung aufgeführt.
- 1992: Das Museo Thyssen-Bornemisza wird in Madrid eröffnet.

### Religion
- 0451: Das ökumenische Konzil von Chalcedon beginnt.
- 1991: Weil er die Jungfrauengeburt als biologische Tatsache angezweifelt hat, wird dem katholischen Theologen Eugen Drewermann vom Erzbischof von Paderborn, Johannes Joachim Degenhardt, die Lehrerlaubnis für Dogmatik entzogen.

### Katastrophen
- 1822: Auf der Insel Java beginnt der Vulkanausbruch des Gunung Galunggung, dem am Ende seiner mehrtägigen Aktivität insgesamt 4011 Menschen zum Opfer fallen.

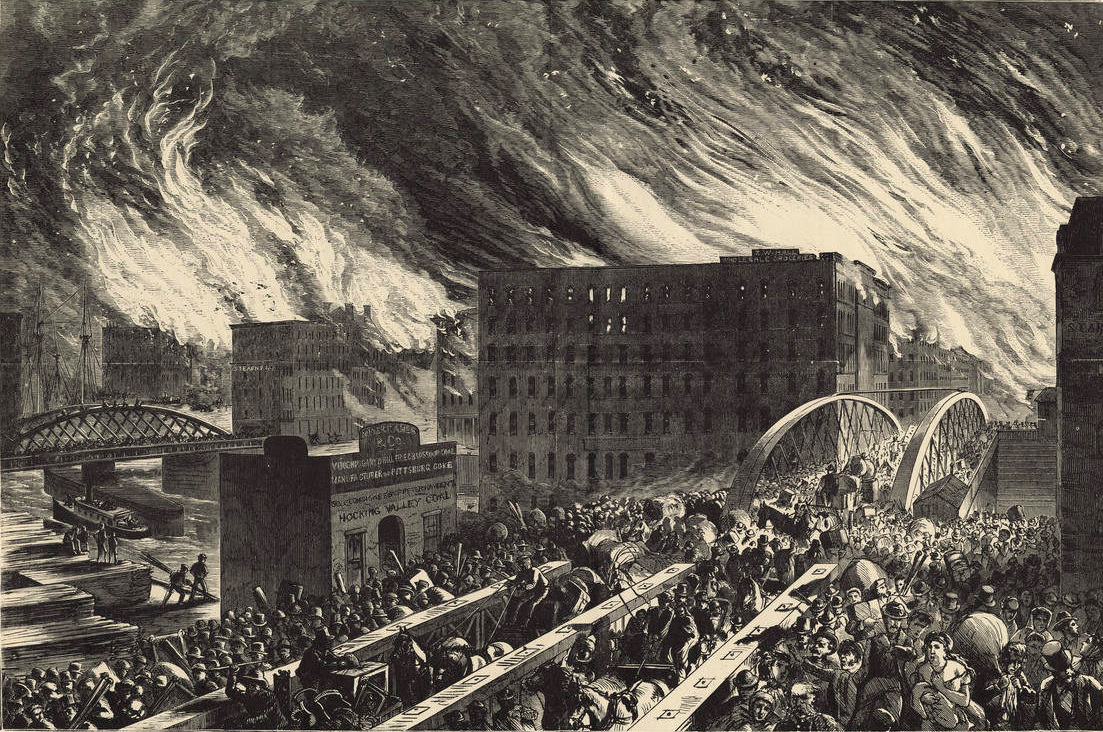
1871: Der Große Brand von Chicago

- 1871: Der Große Brand von Chicago bricht aus und dauert bis zum 10. Oktober an. Dabei brennt fast die ganze Stadt nieder.
- 1871: Peshtigo im US-Bundesstaat Wisconsin wird mit mehreren umliegenden Dörfern ein Raub der Flammen. Der Waldbrand mit den meisten Todesopfern in der US-Geschichte fordert mindestens 1200 Menschenleben und zerstört eine Fläche von etwa 6000 km².
- 1909: Ein Erdbeben in der Region Pokupsko führt zu zahlreichen Zerstörungen in der kroatischen Hauptstadt Zagreb. Andrija Mohorovičić kommt durch die Analyse dieses Erdbebens zu wichtigen Erkenntnissen in der Geowissenschaft.
- 1952: Im nordwestlich von London gelegenen Bahnhof Harrow & Wealdstone ereignet sich eines der schwersten Eisenbahnunglücke in der Geschichte der British Rail. 112 Menschen sterben und 340 werden verletzt als ein Schnellzug den hinteren Teil eines Personenzugs rammt und ein weiterer Schnellzug in Gegenrichtung in die Unglücksstelle hineinfährt.
- 2001: Beim Flugunfall von Mailand-Linate kollidiert eine MD-87 während des Starts mit einer deutschen Cessna, welche irrtümlich im starken Nebel die falsche Start- und Landebahn benutzt. 114 Personen an Bord und 4 Mitarbeiter des Bodenpersonals sterben.
- 2005: Bei einem schweren Erdbeben in Kaschmir, einem Gebiet, wo sich die indische Kontinentalplatte nach Norden gegen die eurasische bewegt, kommen rund 80.000 Menschen ums Leben.

Kleinere Unglücksfälle sind in den Unterartikeln von Katastrophe und in der Liste von Katastrophen aufgeführt.

### Sport
- 1818: In Aachen findet der erste Preis-Boxkampf mit Handschuhen zwischen zwei Engländern statt.
- 1927: In Leipzig wird das Achilleion als Sporthalle mit einer Kapazität für 8000 Zuschauer eröffnet. Das Bauwerk wird ferner als Messehalle genutzt.

1965: Logo des NOKs der DDR

- 1965: Das Internationale Olympische Komitee beschließt die Zulassung von zwei deutschen Mannschaften zu den Olympischen Spielen 1968; gleichzeitig wird das NOK der DDR als Vollmitglied im IOC aufgenommen.
- 1978: Ken Warby aus Australien erreicht mit seinem Boot, der düsengetriebenen Spirit of Australia, 511,13 km/h und stellt damit den noch heute gültigen Geschwindigkeitsweltrekord auf dem Wasser auf.
- 1987: Der vierte Cricket World Cup beginnt in Indien und Pakistan.
- 2000: Mit Michael Schumacher wird erstmals nach 21 Jahren wieder ein Ferrari-Pilot Formel-1-Weltmeister.
- 2000: Dem Slowenen Davo Karničar gelingt als erstem Menschen die vollständige Skiabfahrt vom Mount Everest.
- 2005: Die Braunschweig Lions werden zum 4. Mal Deutscher Meister der German Football League.
- 2005: In Leipzig beginnen die Weltmeisterschaften im Sportfechten.

Einträge von Leichtathletik-Weltrekorden befinden sich unter der jeweiligen Disziplin unter Leichtathletik.

## Geboren

### Vor dem 18. Jahrhundert
- 1515: Margaret Douglas, schottische Adelige
- 1551: Giulio Caccini, italienischer Komponist, Sänger, Gesangslehrer und Instrumentalist

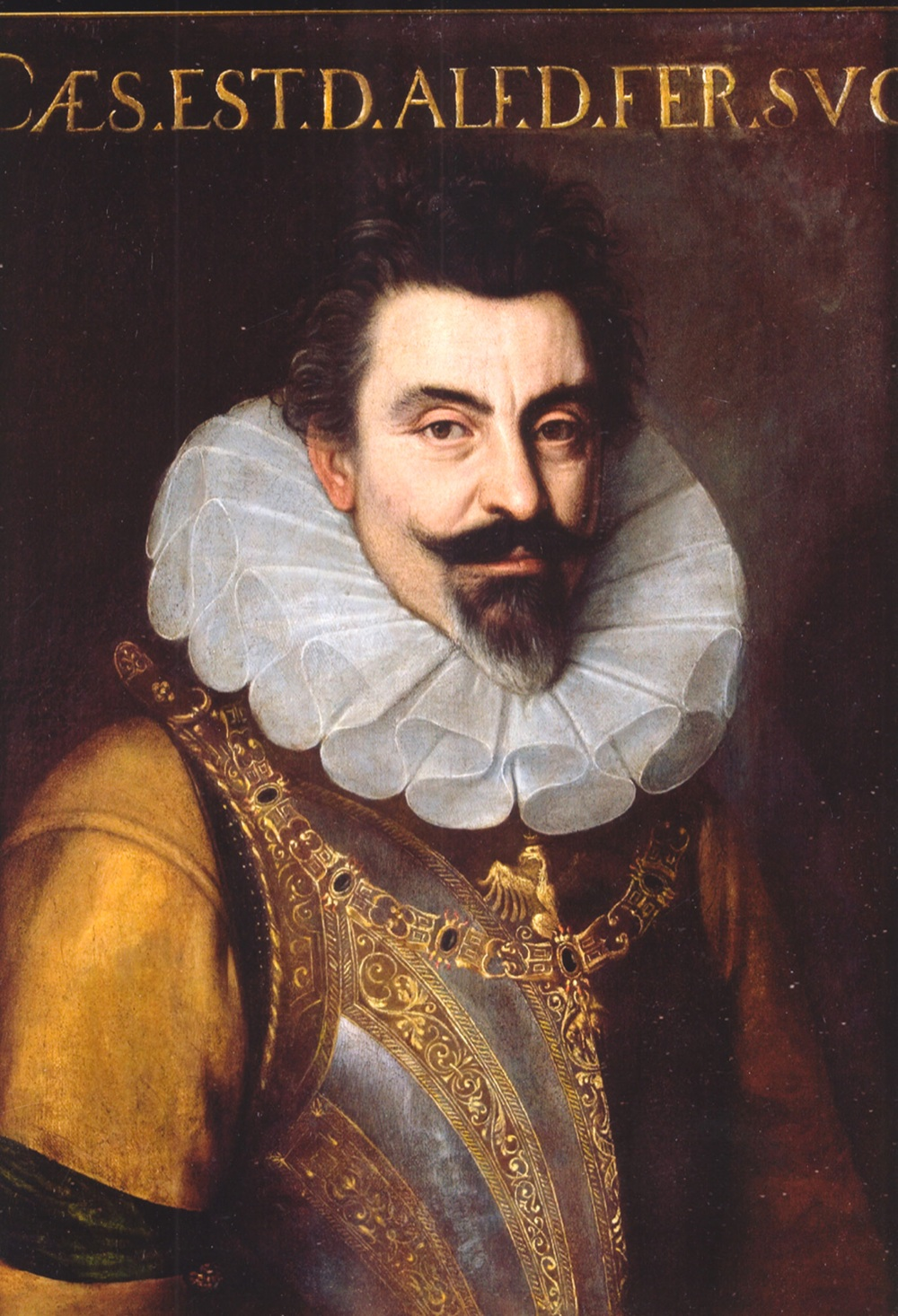
Cesare d’Este (* 1552)

- 1552: Cesare d’Este, Markgraf von Montecchio
- 1601: Joachim Betke, deutscher evangelischer Theologe und Spiritualist
- 1615: Erdmann August, Erbprinz von Brandenburg-Bayreuth
- 1619: Philipp von Zesen, deutscher Dichter
- 1621: Maximilian Heinrich von Bayern, Erzbischof des Erzbistums Köln, Bischof von Hildesheim, Lüttich und Münster
- 1673: David Stähelin, Bürgermeister von St. Gallen
- 1676: Benito Jerónimo Feijoo, spanischer Theologe und Philosoph
- 1685: Carl Aigen, österreichischer Maler
- 1688: Johann Ulrich von König, deutscher Schriftsteller
- 1693: Gottfried Anshelm von Lindenau, deutscher Rittergutsbesitzer

### 18. Jahrhundert
- 1724: Johann Cassar, österreichischer Steinmetzmeister und Bildhauer
- 1726: Christian Friedrich Schwartz, deutscher Missionar
- 1731: Gabriel Louis François de Neufville, duc de Villeroy, Herzog von Villeroy
- 1732: Joseph Leitgeb, österreichischer Hornist

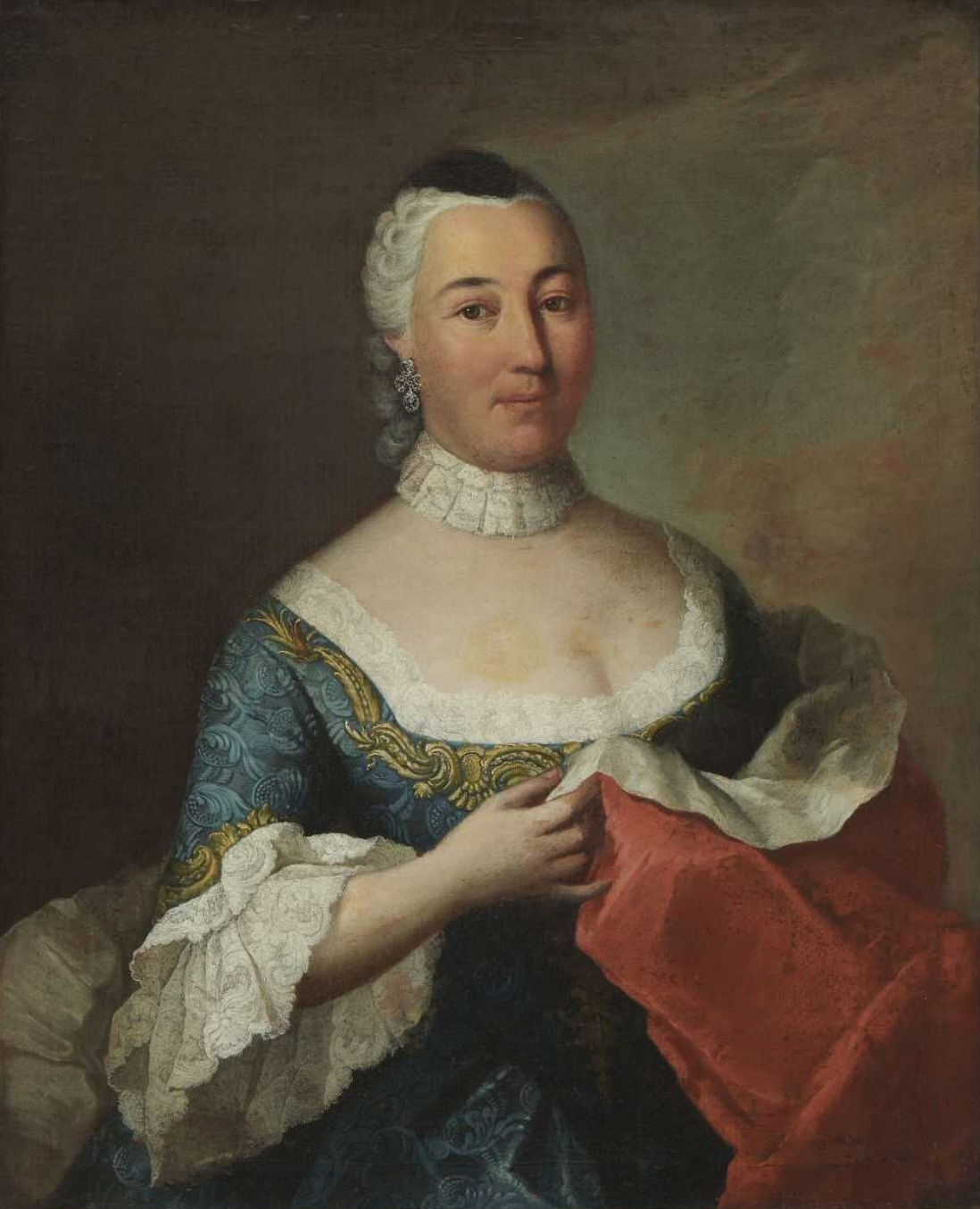
Sophie Caroline Marie von Braunschweig-Wolfenbüttel (* 1737)

- 1737: Sophie Caroline Marie von Braunschweig-Wolfenbüttel, Markgräfin von Brandenburg-Bayreuth
- 1749ː Rosalie Levasseur, französische Opernsängerin
- 1750: Adam Afzelius, schwedischer Botaniker
- 1750: Friedrich Wilhelm Eugen Döll, deutscher Bildhauer
- 1753: William Jones, US-amerikanischer Politiker
- 1753: Sophie Albertine von Schweden, Äbtissin des Stifts Quedlinburg
- 1754: François-Dominique Mosselman, Brüsseler Privatbankier und Industrieller
- 1761: Anton Hye, österreichischer römisch-katholischer Geistlicher, Pädagoge und Autor
- 1773: Sophie de Bawr, französische Komponistin, Theater- und Romanautorin
- 1790: Waldemar Thrane, norwegischer Komponist, Violinist und Dirigent
- 1797: Félix Neff, Schweizer evangelischer Wanderprediger

### 19. Jahrhundert

#### 1801–1850
- 1802: Ernst Joseph Thelott, deutscher Porträtmaler
- 1802: Franz Winiewski, deutscher Altphilologe
- 1803: José Güemes, argentinischer Unabhängigkeitskämpfer und Politiker
- 1811: Moritz von Bethmann, deutscher Bankier
- 1817: Eduard Hölzel, österreichischer Verleger

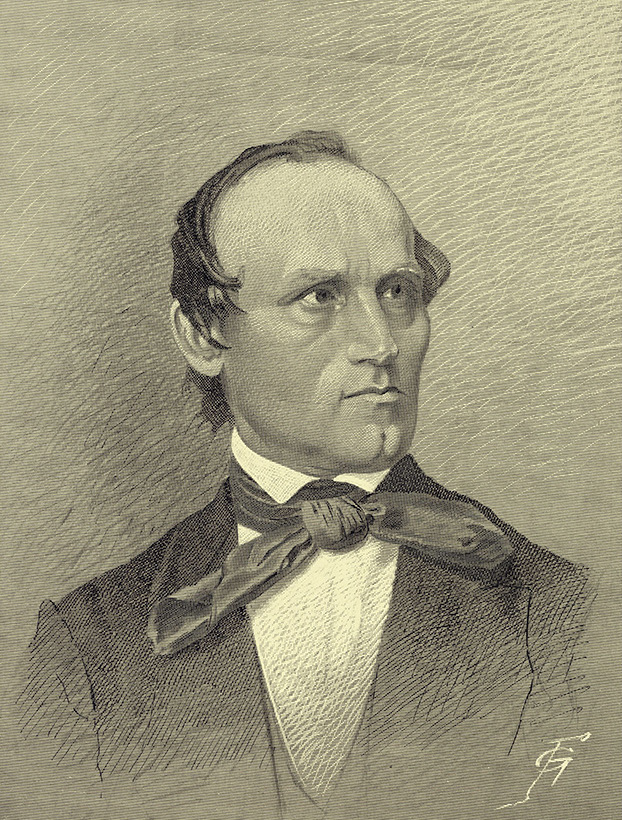
Friedrich Kiel (* 1821)

- 1821: Friedrich Kiel, deutscher Komponist
- 1823: Iwan Sergejewitsch Aksakow, russischer Schriftsteller und Slawophiler
- 1826: Emily Blackwell, US-amerikanische Ärztin und Frauenrechtlerin
- 1832: Pjotr Petrowitsch Sokalski, russischer Komponist und Musikwissenschaftler
- 1834: Luise Limbach, deutsche Opernsängerin
- 1835: Christian Otto Mohr, deutscher Ingenieur
- 1836: Leon Abbett, US-amerikanischer Politiker
- 1837: Otto Winter-Hjelm, norwegischer Komponist, Dirigent, Organist, Musikkritiker und -pädagoge

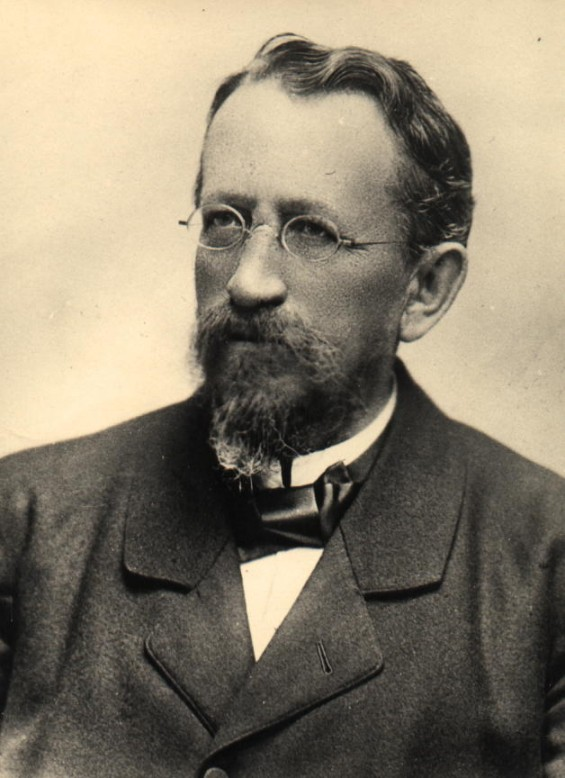
Jan Gebauer (* 1838)

- 1838: Jan Gebauer, tschechischer Sprachwissenschaftler und Literaturhistoriker
- 1838: John Hay, US-amerikanischer Politiker
- 1838: Montagu Corry, 1. Baron Rowton, britischer Politiker und Philanthrop
- 1842ː Minna Nanitz, deutsche Opernsängerin
- 1844: Paul Lhérie, französischer Sänger und Musikpädagoge
- 1846: Tarleton Hoffman Bean, US-amerikanischer Ichthyologe
- 1850: Henry Le Chatelier, französischer Chemiker

#### 1851–1900
- 1856: Victor von Herzfeld, ungarischer Komponist, Geiger und Musikpublizist
- 1856: Johannes Kuhlo, deutscher Theologe und Komponist
- 1857ː Martha Liebermann, Ehefrau des Malers Max Liebermann, Holocaustopfer
- 1858: Gjerasim Qiriazi, albanischer Pädagoge, Schriftsteller und Prediger
- 1860: Felix Woyrsch, deutscher Komponist und Musikdirektor
- 1862: Emil von Sauer, deutscher Komponist, Pianist und Musikpädagoge
- 1868: Coleman Livingston Blease, US-amerikanischer Politiker, Gouverneur von South Carolina, Senator

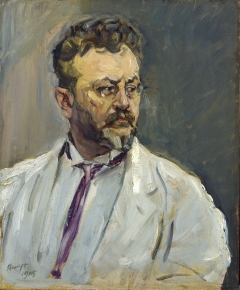
Max Slevogt (* 1868)

- 1868: Max Slevogt, deutscher Künstler
- 1869: Alice Gurschner, österreichische Schriftstellerin
- 1869: Cecil Hamilton Armitage, britischer Gouverneur
- 1869: Christopher Rawdon Briggs, englischer Geiger und Musikpädagoge
- 1870: Louis Vierne, französischer Organist und Komponist
- 1873: Ejnar Hertzsprung, dänischer Astronom
- 1874: Hugo Süchting, deutscher Schachspieler
- 1875: Laurence Doherty, englischer Tennisspieler
- 1877: Oskar Aurich, deutscher Bildhauer und Medailleur
- 1877: Emil Rausch, deutscher Offizier und Kolonialbeamter
- 1879: Joseph Bovet, Schweizer Komponist und Priester
- 1880: Clemens Schmalstich, deutscher Komponist und Dirigent
- 1883: Otto Warburg, deutscher Biochemiker
- 1884: Theodor Dombart, deutscher Architekt und Hochschullehrer, Münchner Heimatforscher

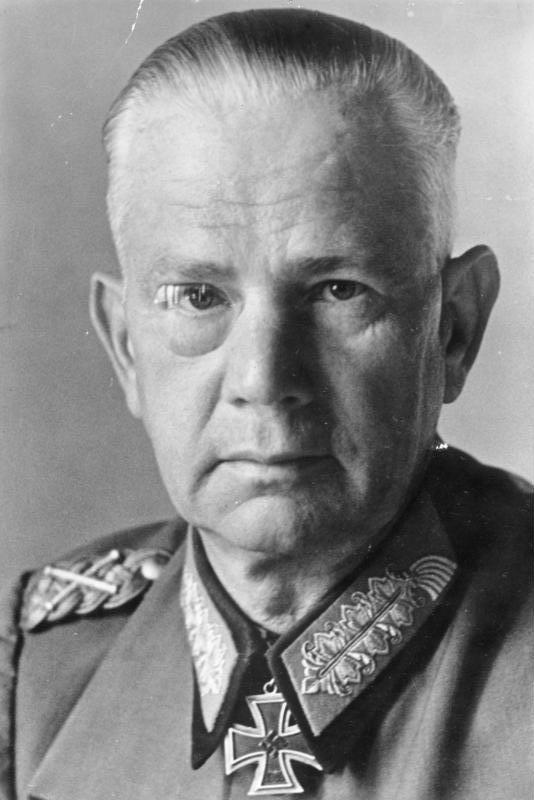
Walter von Reichenau (* 1884)

- 1884: Walter von Reichenau, deutscher Generalfeldmarschall, Kriegsverbrecher
- 1885: Khải Định, zwölfter Kaiser der vietnamesischen Nguyễn-Dynastie
- 1886: Karl Gengler, deutscher Politiker, MdL, MdB
- 1886: Wim Groskamp, niederländischer Fußballspieler
- 1886: Yoshii Isamu, japanischer Schriftsteller
- 1886: Pedro Prado, chilenischer Schriftsteller
- 1887: Hugo Krueger, deutscher Ingenieur und Bergwerksdirektor
- 1888: Adolf Aeschbach, Schweizer Politiker
- 1888: Friedrich Fromm, deutscher General
- 1889: Nina Arbore, rumänische Zeichnerin
- 1890: Henrich Focke, deutscher Unternehmer
- 1890: Edward Vernon Rickenbacker, US-amerikanischer Automobilrennfahrer, Unternehmer und Jagdflieger
- 1892: Marcel Michelot, französischer Autorennfahrer

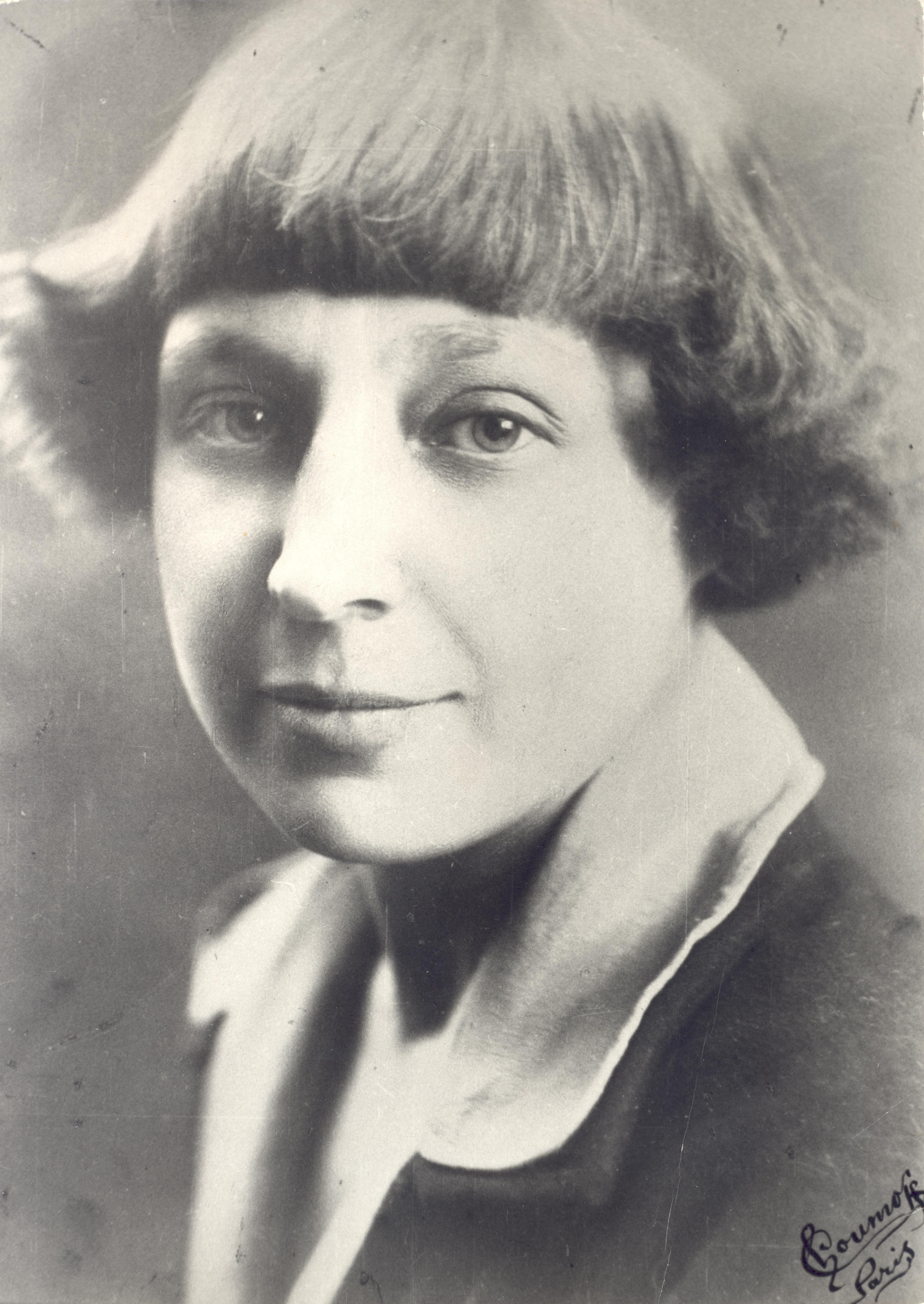
Marina Zwetajewa (* 1892)

- 1892: Marina Iwanowna Zwetajewa, russische Dichterin
- 1893: Orovida Camille Pissarro, britische Malerin
- 1893: Jaime Torrent, chilenischer Maler
- 1894: Carl Bailey, US-amerikanischer Politiker, Gouverneur von Arkansas
- 1894: Heinz Kindermann, österreichischer Literatur- und Theaterwissenschaftler
- 1894: Vicente Rojo Lluch, spanischer General
- 1894: Robert Poirier, französischer Flieger, Résistancekämpfer und Autorennfahrer
- 1895: Lautaro García, chilenischer Maler, Sänger und Dramatiker
- 1895: Juan Perón, argentinischer Militär und Politiker, Staatspräsident, Begründer des Peronismus
- 1895: Ahmet Zogu, albanischer Politiker, Minister, Staatspräsident, König
- 1896: Richard Suchenwirth, österreichischer Historiker und Politiker, LAbg, MdR
- 1897: Joseph Calvet, französischer Geiger
- 1897: Rouben Mamoulian, US-amerikanischer Filmregisseur
- 1897: Marcel Herrand, französischer Schauspieler
- 1898: Hal B. Wallis, US-amerikanischer Filmproduzent
- 1900: Zeno Vancea, rumänischer Komponist und Musikwissenschaftler

### 20. Jahrhundert

#### 1901–1925

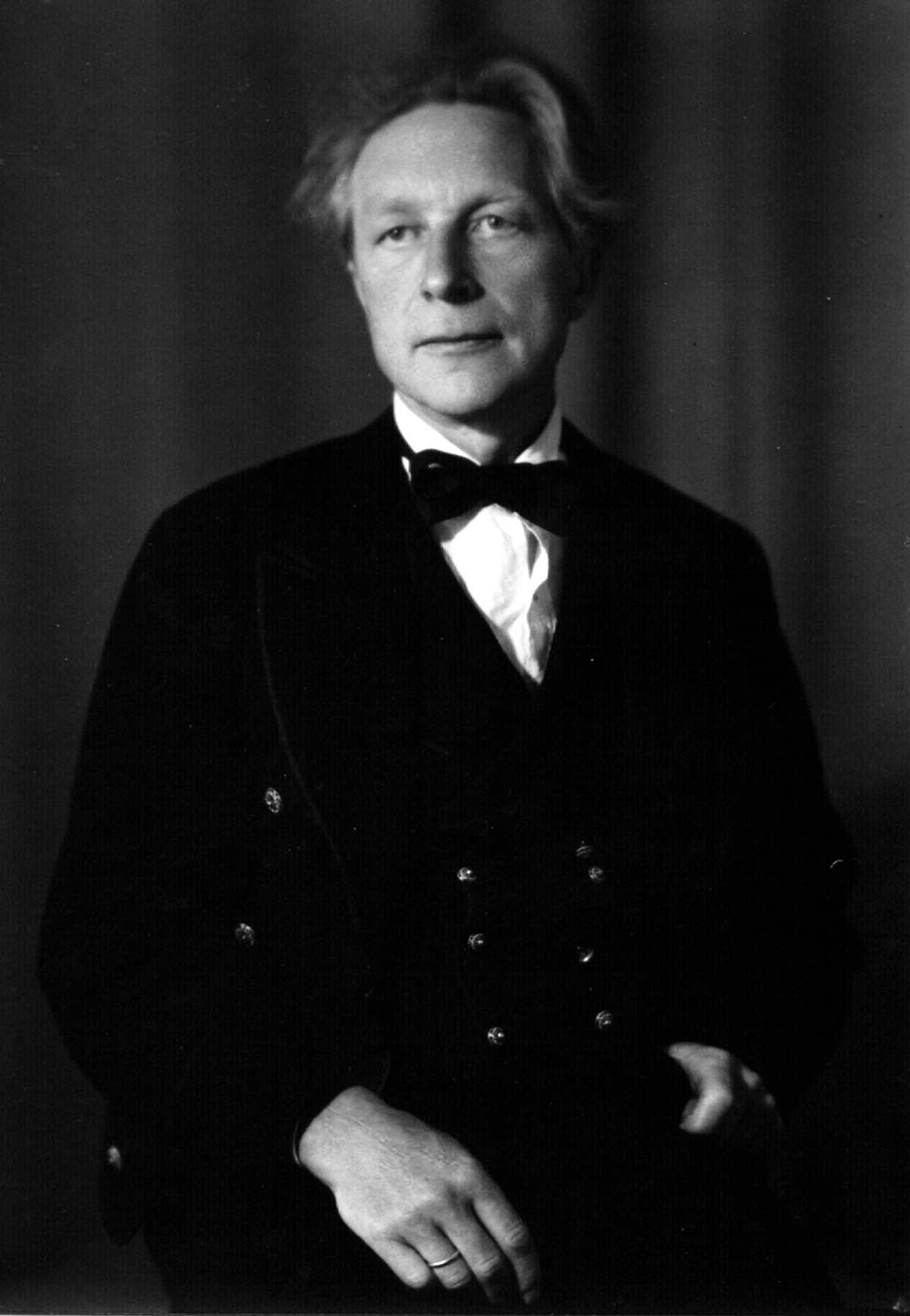
Eivind Groven (* 1901)

- 1901: Eivind Groven, norwegischer Komponist
- 1903: René Guillou, französischer Komponist
- 1904: Yves Giraud-Cabantous, französischer Rennfahrer
- 1905: Eugen Bodart, deutscher Komponist und Dirigent
- 1907: Pierre Bertaux, französischer Germanist
- 1907: Louise Rösler, deutsche Künstlerin
- 1908: Paul Yoder, US-amerikanischer Komponist und Professor, Dirigent und Schlagzeuger
- 1909: Bill Hewitt, US-amerikanischer American-Football-Spieler
- 1910: Rudolf Abderhalden, Schweizer Physiologe und Pathologe
- 1910: Edith Eccles, britische Archäologin

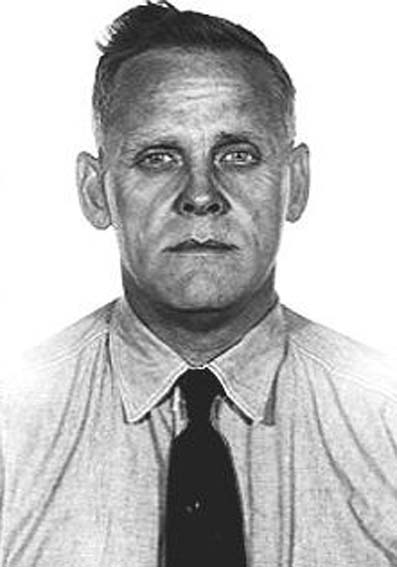
Gus Hall (* 1910)

- 1910: Gus Hall, US-amerikanischer Politiker, Generalsekretär der CPUSA, Präsidentschaftskandidat
- 1910: Winston Hibler, US-amerikanischer Drehbuchautor, Filmproduzent und -regisseur sowie Schauspieler und Off-Sprecher
- 1910: Travis Webb, US-amerikanischer Autorennfahrer
- 1912: Anton Benya, österreichischer Gewerkschafter und Politiker, Präsident des ÖGB und des Nationalrats
- 1912: Kurt Dietzel, deutscher Mediziner und Hochschullehrer
- 1913: Franz Stadler, deutscher Verbandsfunktionär, Präsident des ADAC
- 1914: Robert Pierce, US-amerikanischer Journalist und Evangelist
- 1916: John W. King, US-amerikanischer Politiker
- 1917: Rodney R. Porter, britischer Biochemiker, Nobelpreisträger
- 1917: Hans Poser, deutscher Komponist
- 1917: Franz Schädler, liechtensteinischer Skirennläufer
- 1918: Karin Andersson, schwedische Politikerin
- 1918: Kurt Redel, deutscher Dirigent
- 1918: Jens Christian Skou, dänischer Chemiker, Nobelpreisträger
- 1919: Jack McGrath, US-amerikanischer Autorennfahrer
- 1920: Klara Hautmann-Kiss, österreichische Architektin, Bühnenbildnerin und Malerin
- 1920: Rolf Weinstock, deutscher Schriftsteller und Überlebender des Holocaust
- 1920: Maxi Herber, deutsche Eiskunstläuferin, Olympiasiegerin
- 1920: Maria Beig, deutsche Schriftstellerin
- 1920: Frank Herbert, US-amerikanischer Science-Fiction- und Fantasyautor
- 1920: Alfredo Rossi y Rossi, argentinischer Komponist

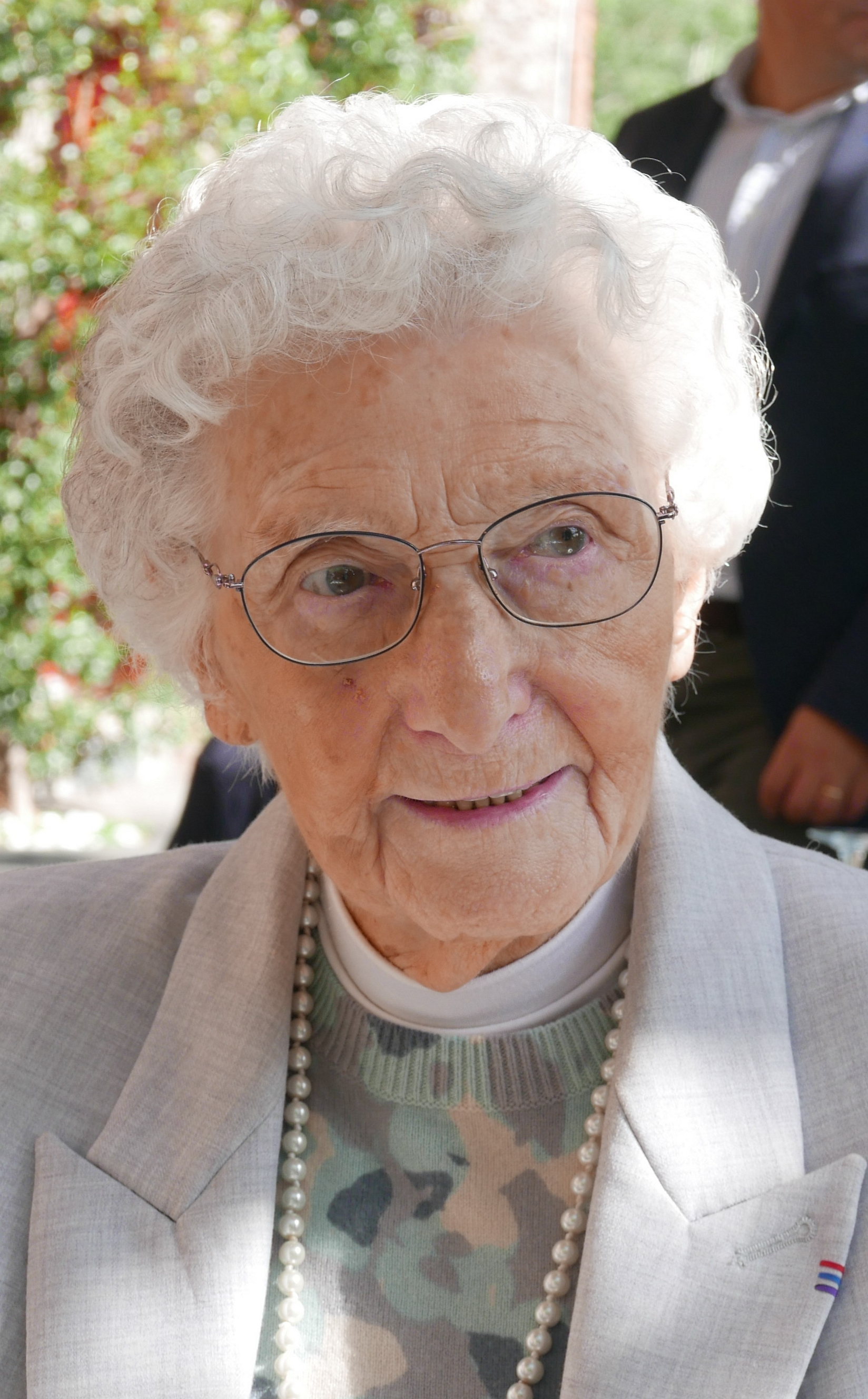
Mélanie Berger-Volle (* 1921)

- 1921: Mélanie Berger-Volle, österreichisch-französische Schneiderin, Widerstandskämpferin und Zeitzeugin
- 1921: Al Russell, US-amerikanischer R&B-Musiker und Songwriter
- 1922: Katharina Focke, deutsche Bundesministerin
- 1922: Nils Liedholm, schwedischer Bandyspieler, Fußballtrainer und -spieler
- 1922: Stefania Woytowicz, polnische Sängerin
- 1923: Severo Aparicio Quispe, peruanischer Theologe, Kirchenhistoriker und Weihbischof
- 1923: Wilhelm Knabe, deutscher Forstwissenschaftler und Politiker
- 1924: Jack Ahearn, australischer Motorradrennfahrer
- 1924: Maximilian Arbesser von Rastburg, österreichischer Unternehmer und Wirtschaftsjurist
- 1924: Alphons Egli, Schweizer Politiker
- 1924: Aloísio Lorscheider, Erzbischof von Aparecida und Kardinal
- 1925: Iradsch Afschār, iranischer Bibliothekswissenschaftler und Historiker
- 1925ː Irene Dalis, US-amerikanische Opernsängerin in den Stimmlagen Mezzosopran und Alt
- 1925: Olle Hellbom, schwedischer Regisseur und Drehbuchautor
- 1925: Paul Van Hoeydonck, belgischer Künstler

#### 1926–1950

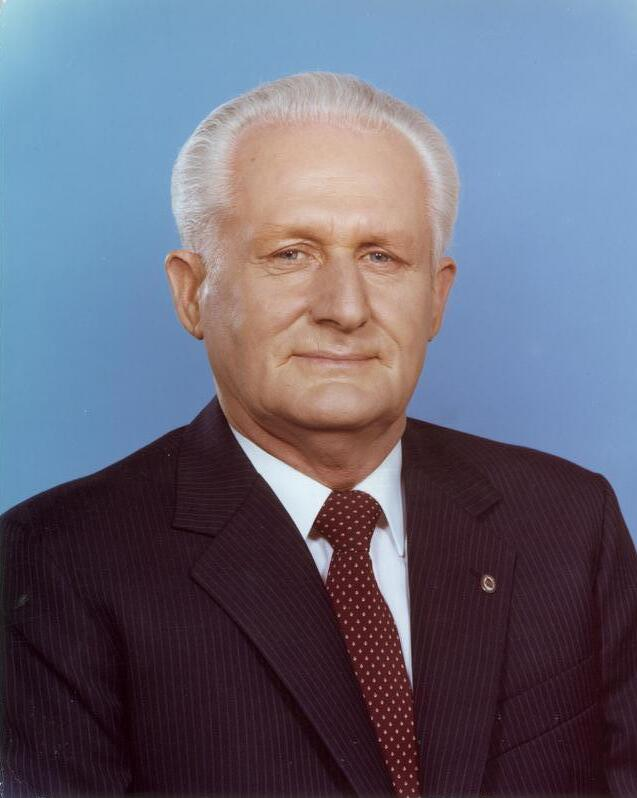
Günter Mittag (* 1926)

- 1926: Günter Mittag, DDR-Politiker, Mitglied im ZK der SED
- 1926: Ruth Mönch, deutsche Schauspielerin, Sängerin und Moderatorin
- 1927: Abraham Nehmé, syrischer Erzbischof
- 1927: César Milstein, britischer Molekularbiologe, Nobelpreisträger
- 1927: Ívar Stefánsson, isländischer Skilangläufer
- 1928: Didi, brasilianischer Fußballspieler
- 1928: Helmut Qualtinger, österreichischer Schauspieler, Schriftsteller und Kabarettist
- 1929: Wilfred Vias, malaysischer Hockeyspieler
- 1930: Pepper Adams, US-amerikanischer Baritonsaxophonist

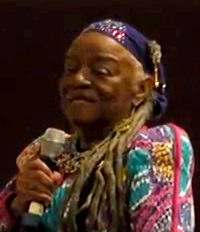
Faith Ringgold (* 1930)

- 1930ː Faith Ringgold, US-amerikanische Malerin und Künstlerin
- 1930: Tōru Takemitsu, japanischer Komponist
- 1931: Bill Brown, schottischer Torhüter
- 1932: Abel Gesewitsch Aganbegjan, russischer Wirtschaftswissenschaftler
- 1932: Kenneth Appel, US-amerikanischer Mathematiker
- 1932: Ray Reardon, walisischer Snookerspieler, -funktionär und -trainer
- 1933: Maurice Altenbach, Schweizer Musikpädagoge, Komponist und Cellist
- 1934: Dietrich Höffler, deutscher Mediziner und Professor
- 1935: Badi Panahi, deutscher Sozialwissenschaftler
- 1935: André Ratti, Schweizer Fernsehjournalist
- 1936: Alfons van Gelder, deutscher Richter am Bundesgerichtshof

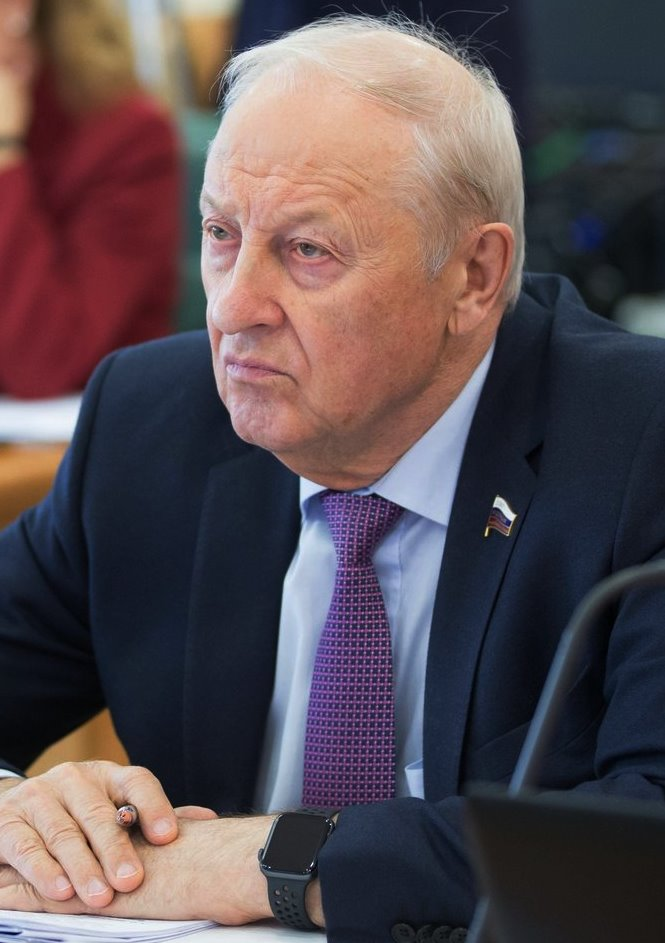
Eduard Rossel (* 1937)

- 1937: Eduard Ergartowitsch Rossel, russischer Gouverneur
- 1937: Helmut Fielhauer, österreichischer Volkskundler
- 1938: Galina Kostenko, sowjetische Leichtathletin
- 1938: Bronislovas Lubys, litauischer Industrielle und Unternehmer
- 1938: Yukitsuna Sasaki, japanischer Lyriker und Literaturwissenschaftler
- 1938: Walter Trefz, deutscher Förster, Umweltaktivist, Kommunalpolitiker und Naturphilosoph
- 1939: Gary Anderson, US-amerikanischer Sportschütze
- 1939: Giuseppe Beghetto, italienischer Radrennfahrer
- 1939: Paul Hogan, australischer Schauspieler
- 1939: Aladár Pege, ungarischer Kontrabassist
- 1940: Hans-Jürgen Rückborn, deutscher Leichtathlet
- 1941: Hans Arnold, deutscher Fußballspieler

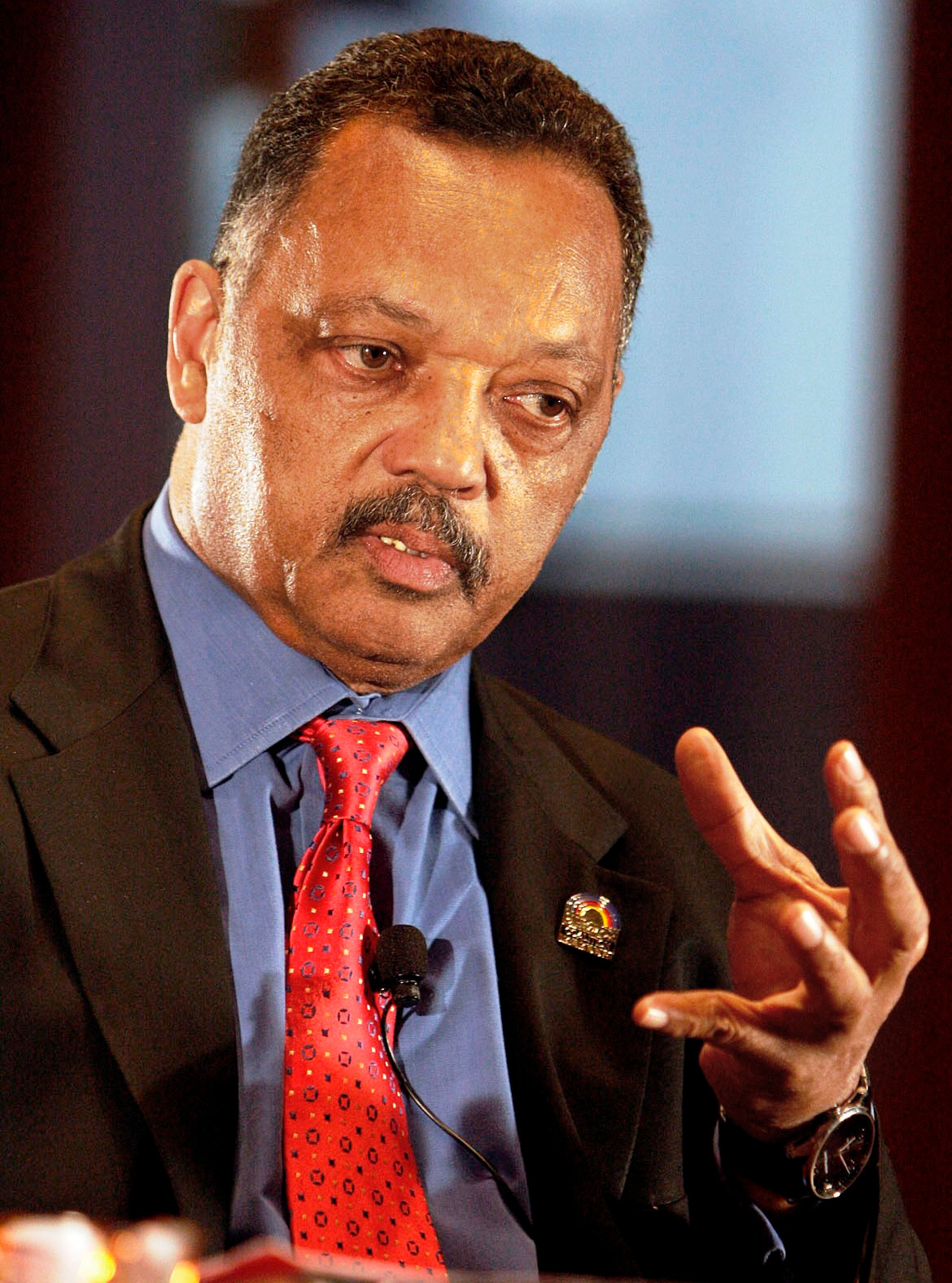
Jesse Jackson (* 1941)

- 1941: Jesse Jackson, US-amerikanischer Politiker
- 1941: Edzard Schmidt-Jortzig, deutscher Jurist, Politiker und Bundesjustizminister
- 1943: Wolfgang Lakenmacher, deutscher Handballspieler und -trainer
- 1943: Wolfgang Ziegler, deutscher Rock- und Pop-Sänger und Komponist
- 1944: Reinhold Hemker, deutscher Politiker, MdL, MdB
- 1945: Franz Xaver Frenzel, österreichischer Komponist
- 1945: Gerhard Zachar, deutscher Rockmusiker und Bandleader (Dresden-Sextett, Lift)
- 1946: Hanan Aschrawi, palästinensische Politikerin
- 1946: Giedrius Donatas Ašmys, litauischer Politiker
- 1946: Wolfgang Ender, liechtensteinischer Skirennläufer
- 1946: Roger Horné, deutscher Journalist und Fernsehmoderator
- 1946: Dennis Kucinich, US-amerikanischer Politiker
- 1947: Bob van Asperen, niederländischer Musiker
- 1948: Wilfried Ahnefeld, deutscher Fußballspieler
- 1948: Jon Ekerold, südafrikanischer Motorradrennfahrer

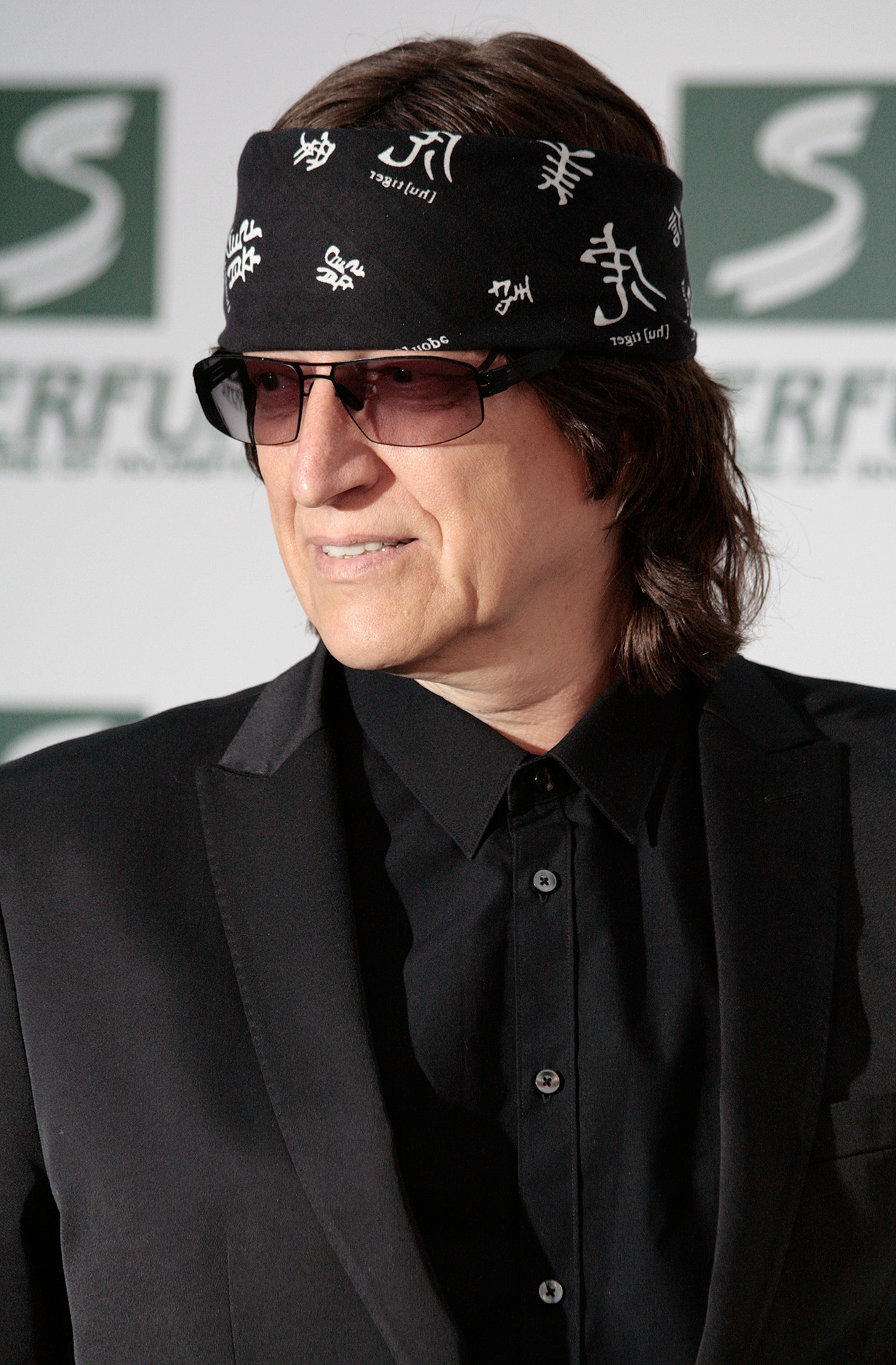
Gottfried Heimwein (* 1948)

- 1948: Gottfried Helnwein, österreichischer Maler und Fotograf
- 1948: Claude Jade, französische Schauspielerin
- 1948: Winston Baldwin Spencer, antiguanischer Politiker
- 1948: Johnny Ramone, US-amerikanischer Musiker (Ramones)
- 1949: Hamish Stuart, britischer Musiker und Sänger
- 1949: Sigourney Weaver, US-amerikanische Schauspielerin
- 1950: Johanna Auer, österreichische Politikerin
- 1950: Miguel Brindisi, argentinischer Fußballspieler

#### 1951–1975
- 1951: Timo Salonen, finnischer Rallyefahrer
- 1952: Manfred Hinz, deutscher Romanist
- 1952: Maria Domenica Michelotti, san-marinesische Politikerin und Staatsoberhaupt von San Marino
- 1953: Nabi Avcı, türkischer Politiker
- 1953: Robert Saxton, britischer Komponist
- 1954: Walter Dahn, deutscher Maler, Fotograf und Tonkünstler

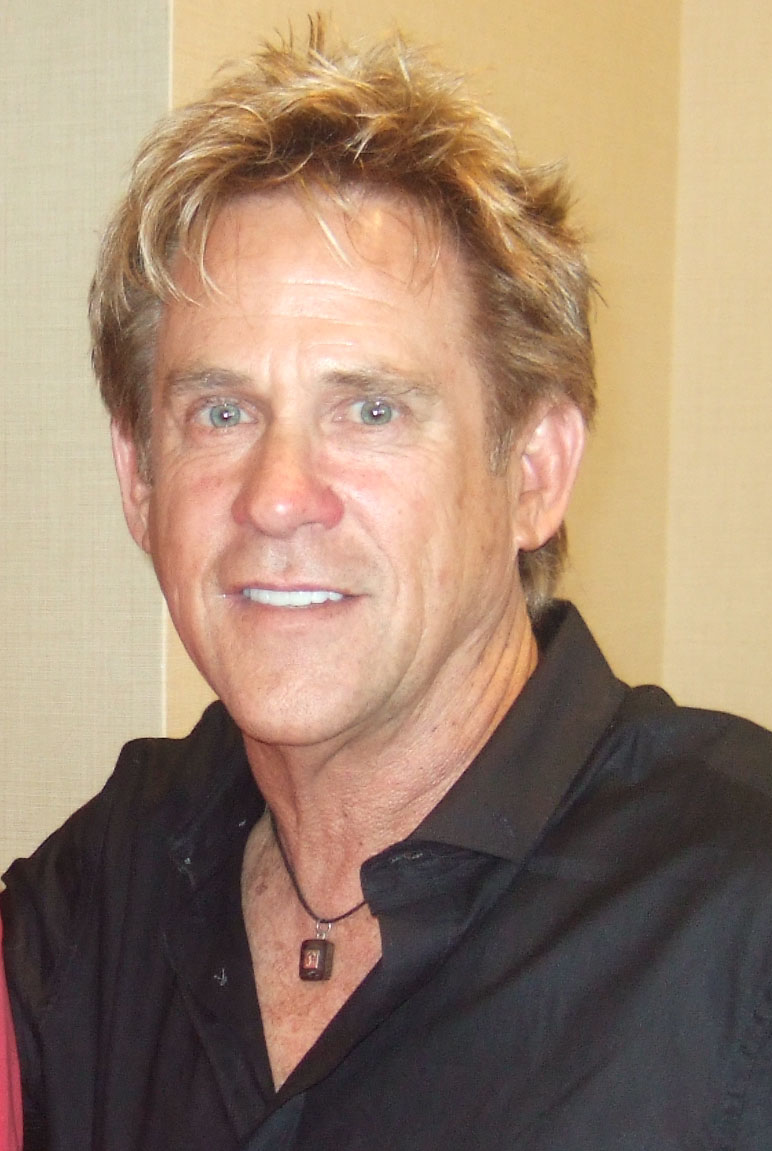
Michael Dudikoff (* 1954)

- 1954: Michael Dudikoff, US-amerikanischer Schauspieler
- 1954: Brigitte Rohde, deutsche Leichtathletin, Olympiasiegerin
- 1954: Huub Rothengatter, niederländischer Autorennfahrer
- 1955: Jeanne Galway, US-amerikanische Flötistin und Musikpädagogin
- 1955: Claudio Sulser, Schweizer Fußballspieler
- 1956: Janice Elaine Voss, US-amerikanische Astronautin
- 1956: Ernst C. Sigrist, Schweizer Schauspieler
- 1956: Stephanie Zimbalist, US-amerikanische Schauspielerin
- 1957: Joseph Atiyeh, syrischer Ringer
- 1957: Antonio Cabrini, italienischer Fußballspieler
- 1958: Hector Avalos, US-amerikanischer Religionswissenschaftler
- 1958: Michael Jarrell, schweizerischer Komponist

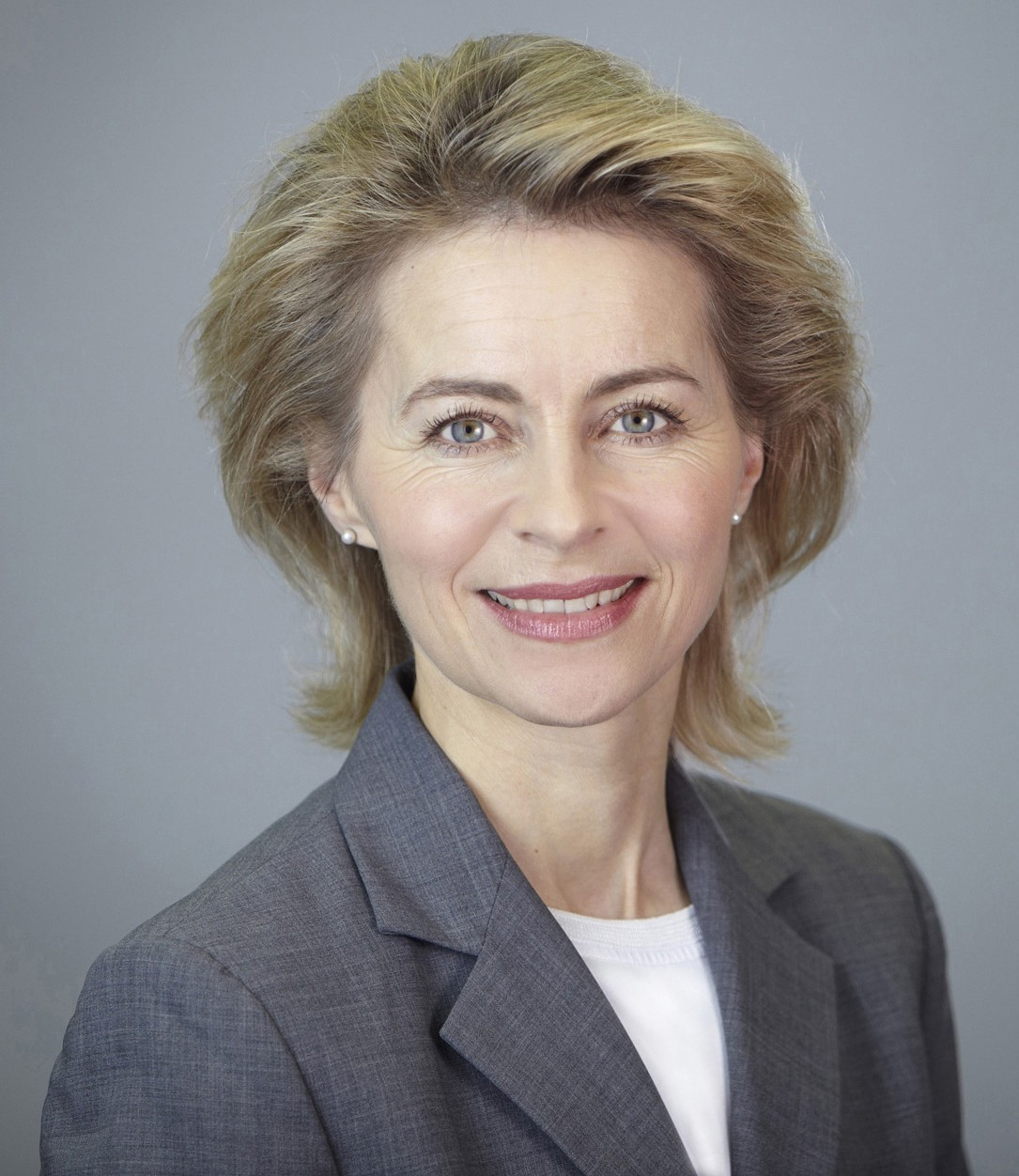
Ursula von der Leyen (* 1958)

- 1958: Ursula von der Leyen, deutsche Politikerin, MdL, Landesministerin, Bundesministerin, EU-Kommissionspräsidentin
- 1958: Heinz Lüdi, Schweizer Fußballspieler
- 1958: Ute Willing, deutsche Schauspielerin
- 1958: Urvashi Vaid, US-amerikanische Autorin, Juristin und LGBT-Aktivistin
- 1959: Gaby Bußmann, deutsche Leichtathletin
- 1959: Christin Cooper, US-amerikanische Skirennläuferin
- 1959: Mayada El Hennawy, syrische Sängerin
- 1959: Erik Gundersen, dänischer Bahnsportler

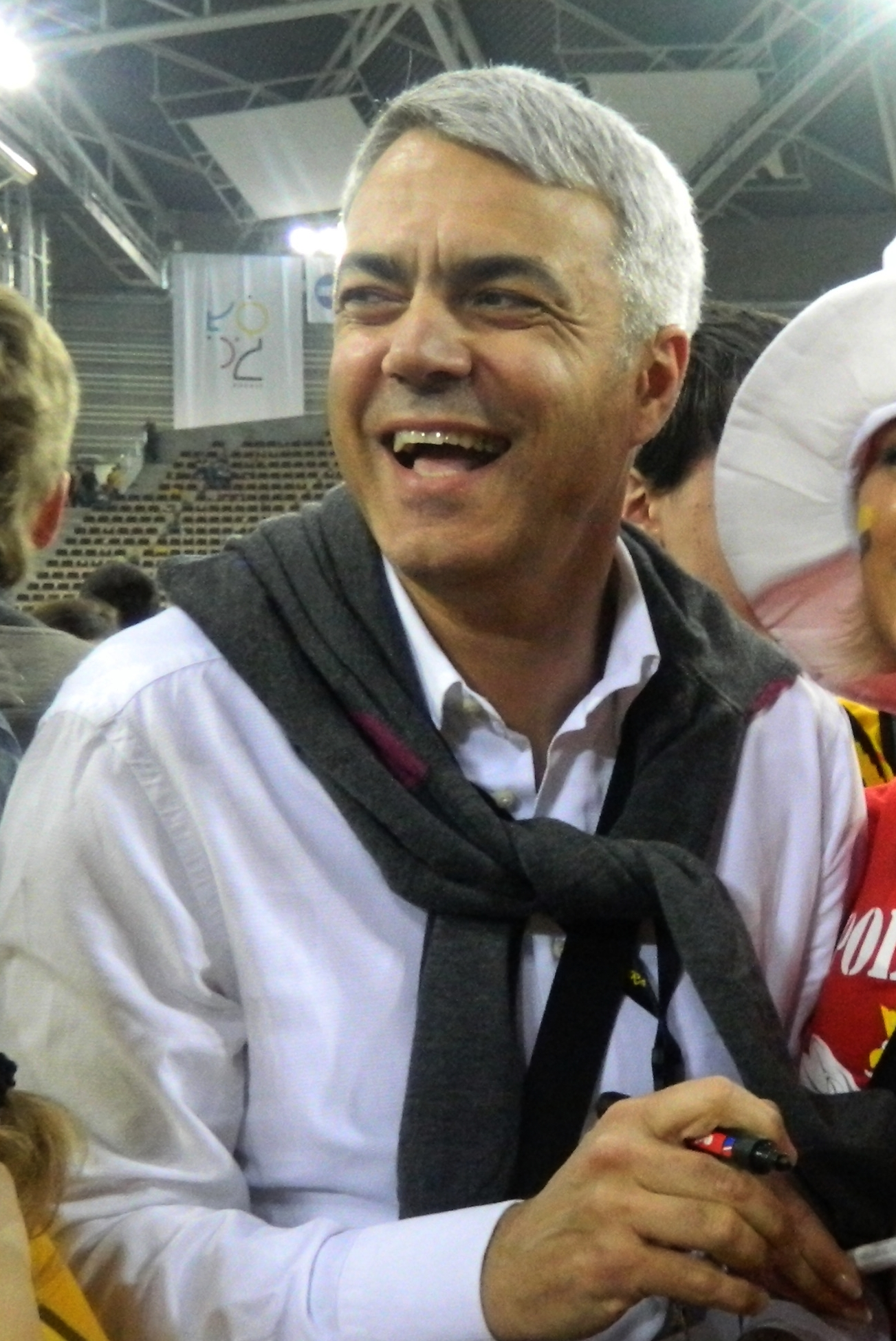
Andrea Anastasi (* 1960)

- 1960: Andrea Anastasi, italienischer Volleyballspieler und -trainer
- 1960: Ralf Minge, deutscher Fußballspieler
- 1960: Irene Ojala, norwegische Politikerin
- 1961: Petra Gehring, deutsche Philosophin
- 1962: Klaus Hubert Auer, österreichischer Politiker
- 1962: Richard Lintern, englischer Theater- und Filmschauspieler
- 1962: Walter Rauscher, österreichischer Historiker
- 1962: Jörg Vaihinger, deutscher Leichtathlet, Olympiamedaillengewinner
- 1963: Didier Méda, französischer Freestyle-Skier
- 1964: Jakob Arjouni, deutscher Schriftsteller
- 1964: Ian Hart, britischer Schauspieler
- 1964: Fred Poordad, US-amerikanischer Mediziner und Autorennfahrer

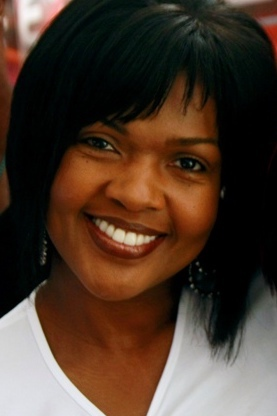
CeCe Winans (* 1964)

- 1964: CeCe Winans, US-amerikanische Gospelsängerin
- 1965: Birgitt Austermühl, deutsche Fußballspielerin
- 1965: Ludger Banken, deutscher Kommunalpolitiker und Bürgermeister
- 1965: Matt Biondi, US-amerikanischer Schwimmer
- 1965: Igor Jijikine, russischer Schauspieler und Akrobat
- 1965: Catherine Lombard, französische Freestyle-Skierin
- 1965: Ardal O’Hanlon, irischer Schauspieler und Komiker
- 1965: Burr Steers, US-amerikanischer Drehbuchautor, Filmregisseur und Schauspieler
- 1965: C. J. Ramone, US-amerikanischer Bassist, Sänger und Gitarrist (Ramones)
- 1966: Philipp Adlung, deutscher Musikwissenschaftler, Jurist und Musikmanager
- 1966: Joachim Friedmann, deutscher Comic- und Drehbuchautor
- 1966: Heiko Pinkowski, deutscher Schauspieler
- 1966: Tabea Zimmermann, deutsche Bratschistin

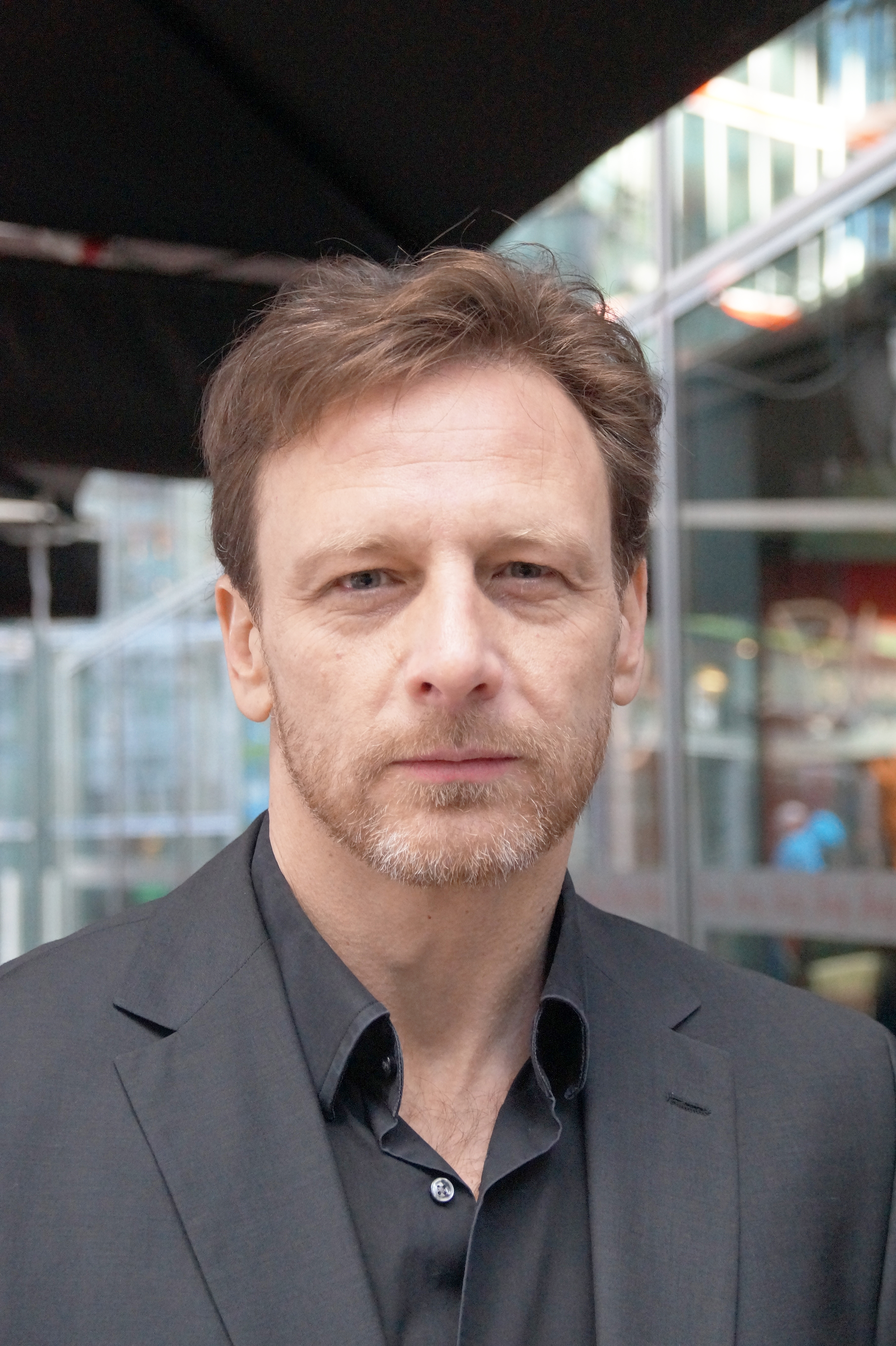
Hendrik Duryn (* 1967)

- 1967: Hendrik Duryn, deutscher Schauspieler
- 1967: Teddy Riley, US-amerikanischer Singer-Songwriter und Musikproduzent
- 1967: Thomas Seitz, deutscher Jurist und Politiker
- 1968: Zvonimir Boban, kroatischer Fußballspieler
- 1968: Emily Procter, US-amerikanische Schauspielerin
- 1969: Julia Ann, US-amerikanische Tänzerin und Pornodarstellerin
- 1969: Dimitri Ashkenazy, isländischer Klarinettist
- 1969: Marcus Mittermeier, deutscher Schauspieler und Regisseur
- 1969: Karin Sonnenmoser, deutsche Managerin
- 1969: Hagen Rether, deutscher Kabarettist und Pianist

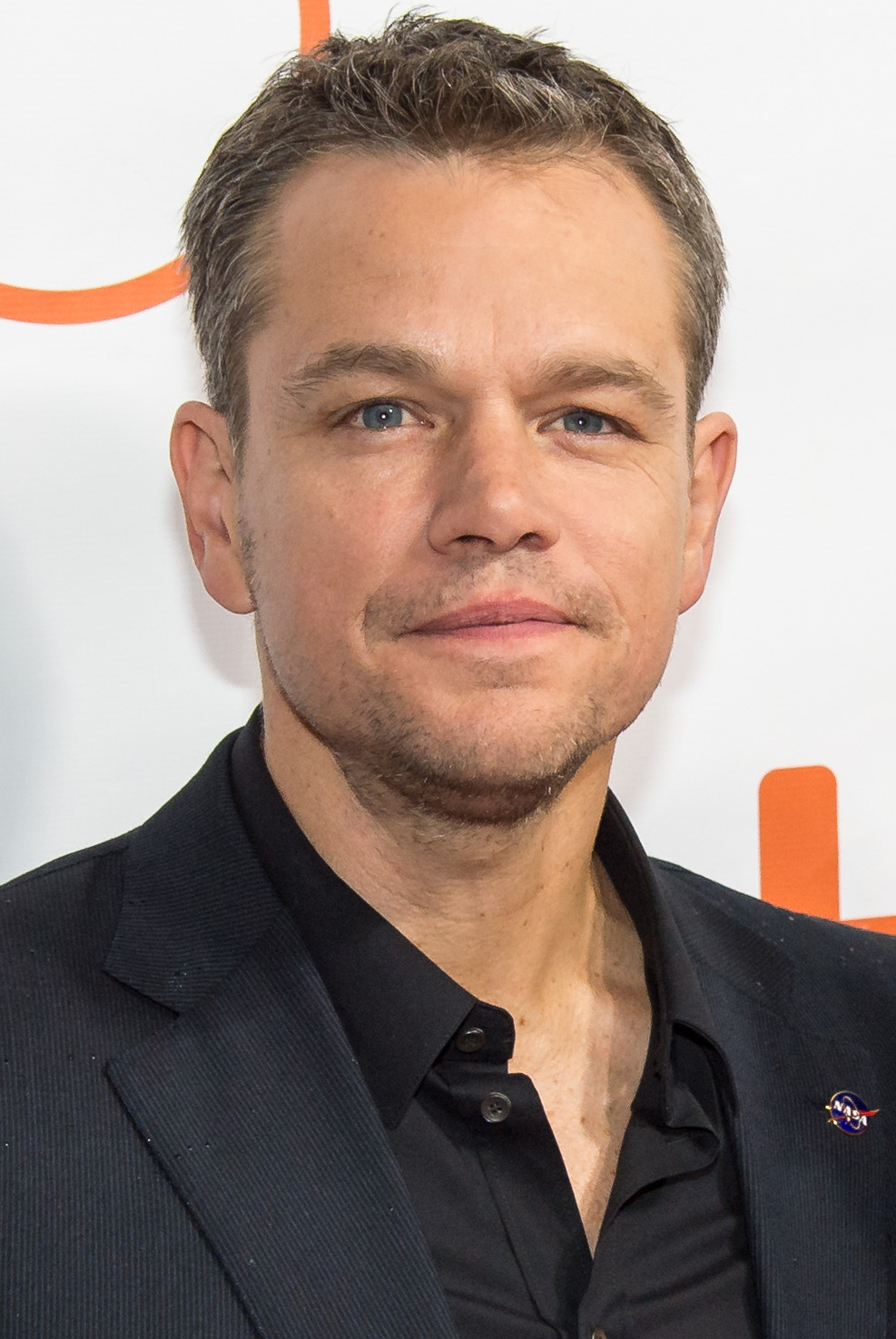
Matt Damon (* 1970)

- 1970: Matt Damon, US-amerikanischer Schauspieler
- 1970: Sadiq Khan, britischer Politiker
- 1970: Tetsuya Nomura, japanischer Gamedesigner und Regisseur, Konzeptzeichner und Charakterdesigner
- 1971: Uta Deckow, deutsche Journalistin
- 1971: Miran Pavlin, slowenischer Fußballspieler
- 1973: Arsen Awetissjan, armenischer Fußballspieler
- 1973: Murmel Clausen, deutscher Drehbuchautor
- 1974: Kevyn Adams, US-amerikanischer Eishockeyspieler
- 1974: Didier Angibeaud, kamerunischer Fußballspieler
- 1974: Bruno Mantovani, französischer Komponist
- 1974: DJ Q-Ball, US-amerikanischer DJ, Sänger und Rapper (Bloodhound Gang)
- 1974: Rashaan Salaam, US-amerikanischer American-Football-Spieler
- 1975: Martin Comploi, österreichischer Radrennfahrer
- 1975: Marianna Csörnyei, ungarische Mathematikerin
- 1975: Tatiana Grigorieva, australische Stabhochspringerin

#### 1976–2000
- 1976: Vera Bolten, deutsche Musicaldarstellerin und Sängerin
- 1976: Kida Khodr Ramadan, deutscher Schauspieler
- 1976: Seryoga, belarussischer Rapper
- 1977: Amir ElSaffar, US-amerikanischer Jazzmusiker
- 1979: Martin Finnegan, irischer Motorradrennfahrer

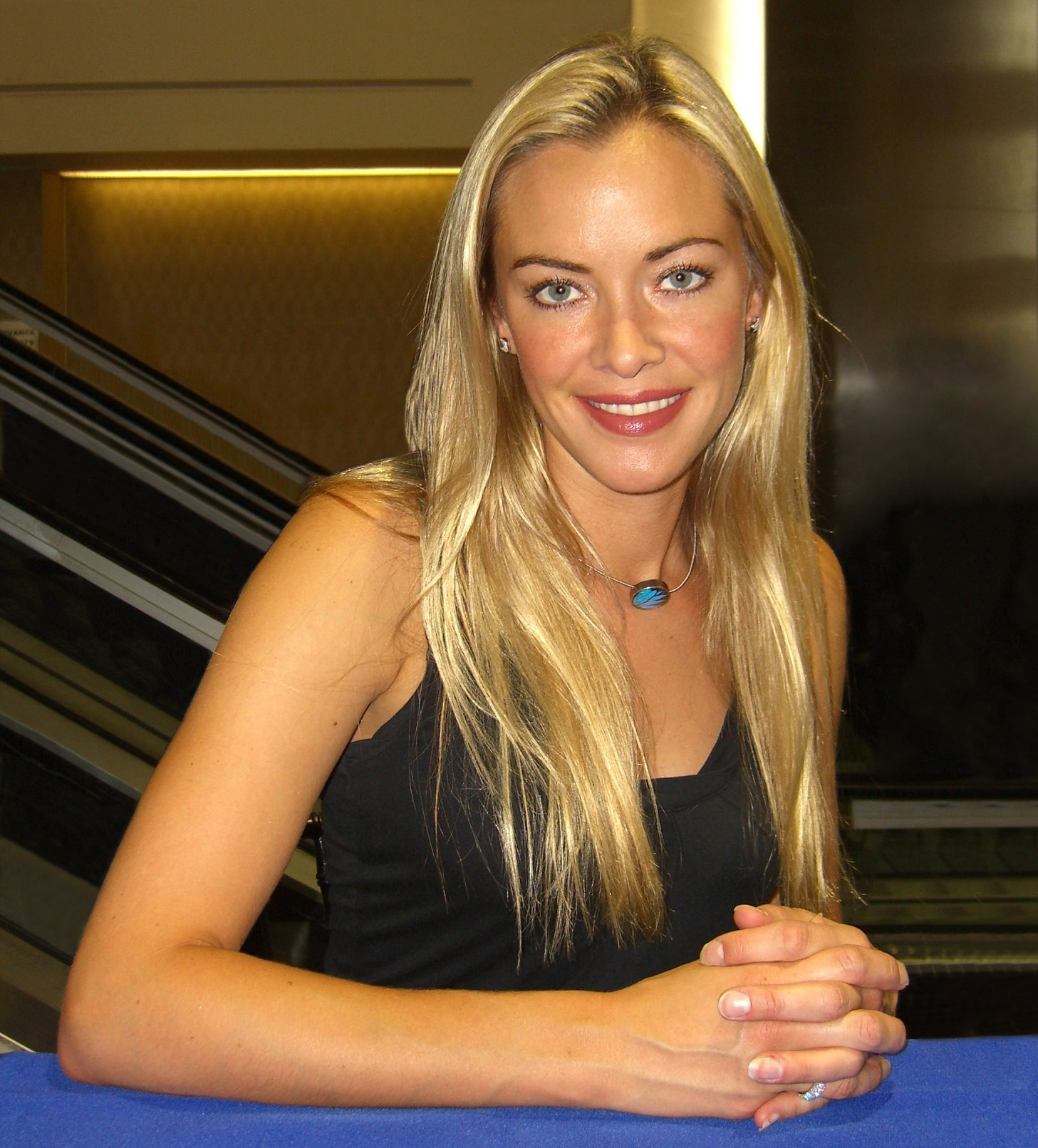
Kristanna Loken (* 1979)

- 1979: Kristanna Loken, US-amerikanische Schauspielerin
- 1979: Alexander Shelley, britischer Dirigent
- 1980: Jakob Augustsson, schwedischer Fußballspieler
- 1980: Christine Deck, deutsche Tänzerin
- 1980: Marinko Miletić, deutsch-kroatischer Fußballspieler
- 1980: Mike Scifres, US-amerikanischer American-Football-Spieler
- 1981: Anja Gräfenstein, deutsche Schauspielerin
- 1981: Chris Killen, neuseeländischer Fußballspieler
- 1981: Patrick Pilet, französischer Autorennfahrer
- 1982: Sebastian Fischer, deutscher Schauspieler
- 1982: Jost Schömann-Finck, deutscher Ruderer
- 1983: Leonie Parusel, deutsche Schauspielerin
- 1983: Travis Pastrana, US-amerikanischer Motocrossfahrer
- 1984: Joséphine de La Baume, französische Schauspielerin

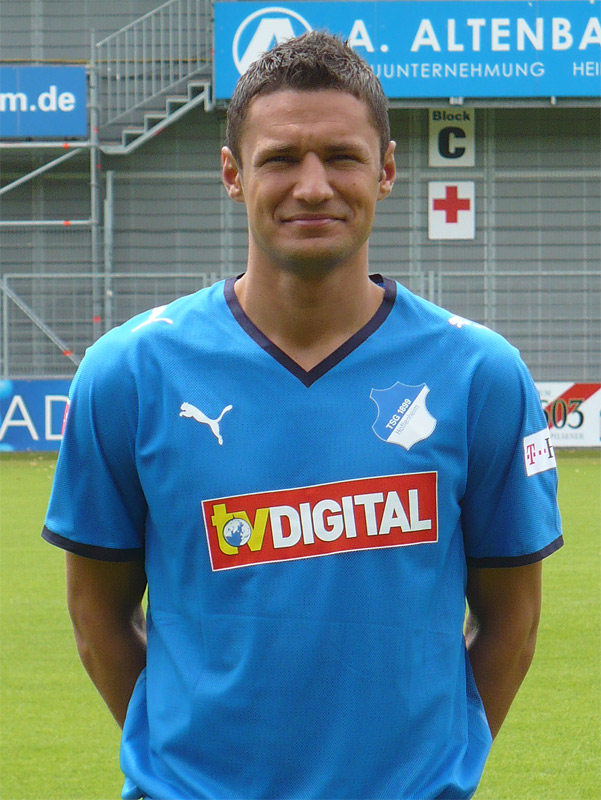
Sejad Salihović (* 1984)

- 1984: Sejad Salihović, bosnisch-herzegowinischer Fußballspieler
- 1985: Simone Bolelli, italienischer Tennisspieler
- 1985: Bruno Mars, US-amerikanischer Sänger
- 1985: Felix Menzel, deutscher Publizist
- 1986: Karan Rastogi, indischer Tennisspieler
- 1986: Mario Sonnleitner, österreichischer Fußballspieler
- 1987: Aya Hirano, japanische Synchronsprecherin und Sängerin
- 1987: Ahmet Kulabas, deutsch-türkischer Fußballspieler
- 1987: Andrea Lanzl, deutsche Eishockeyspielerin
- 1987: Semir Štilić, bosnisch-herzegowinischer Fußballspieler
- 1988: Max Felder, deutscher Schauspieler und Synchronsprecher
- 1989: Anusorn Srichaloung, thailändischer Fußballspieler
- 1989: Kushtrim Lushtaku, kosovarischer Fußballspieler
- 1989: Armand Traoré, französischer Fußballspieler
- 1990: Vytautas Andriuškevičius, litauischer Fußballspieler
- 1990: Marie Rathscheck, deutsch-französische Schauspielerin
- 1991: Bakermat, niederländischer DJ
- 1991: Florian Moll, deutscher Schwimmer
- 1991: Patric Niederhauser, Schweizer Autorennfahrer
- 1991: David Ostella, kanadischer Autorennfahrer
- 1991: Sebastian Owuya, schwedischer Eishockeyspieler
- 1991: Jan Wenzel Schmidt, deutscher Politiker, MdL, MdB
- 1992: Lucas Alario, argentinischer Fußballspieler
- 1992: Ramon Tauabo, deutscher Handballspieler
- 1993: Gabriela Capová, tschechische Skirennläuferin

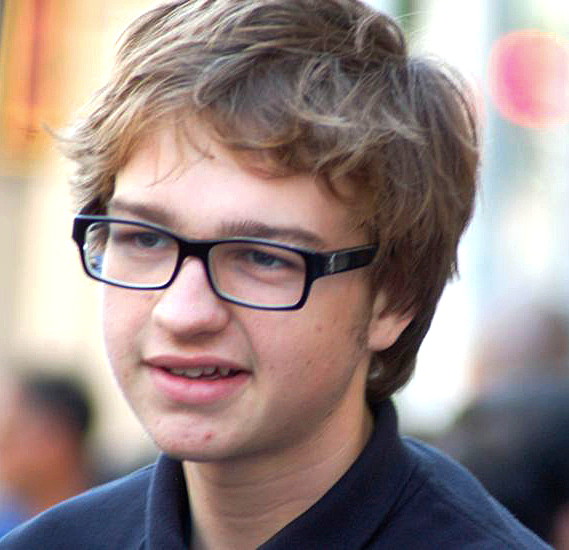
Angus T. Jones (* 1993)

- 1993: Angus T. Jones, US-amerikanischer Schauspieler
- 1993: Garbiñe Muguruza, spanische Tennisspielerin
- 1993: Barbara Palvin, ungarisches Model
- 1994: Luca Hänni, Schweizer Sänger
- 1994: Leart Paqarada, kosovarischer Fußballspieler
- 1996: Sara Takanashi, japanische Skispringerin
- 1997: Felix Finkbeiner, Gründer der internationalen Kinder- und Jugendinitiative Plant-for-the-Planet
- 1997: Vijona Kryeziu, kosovarische Sprinterin

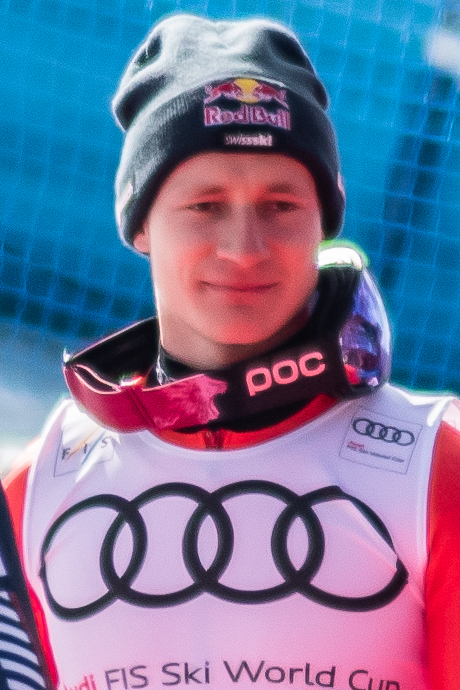
Marco Odermatt (* 1997)

- 1997: Marco Odermatt, Schweizer Skirennfahrer, Olympiasieger
- 1997: Bella Thorne, US-amerikanische Schauspielerin und Model
- 1998: Jekaterina Alexandrowna Koroljowa, russische Handballspielerin
- 1998: Jonah Osabutey, ghanaischer Fußballspieler
- 1999: Sébastien Mahon, französischer Biathlet
- 1999: Lennard Maloney, US-amerikanisch-deutscher Fußballspieler
- 1999: Robin Meißner, deutscher Fußballspieler
- 1999: Keydomar Vallenilla, venezolanischer Gewichtheber

### 21. Jahrhundert

#### 2001–2025
- 2004: Julia Ituma, italienische Volleyballspielerin

## Gestorben

### Vor dem 17. Jahrhundert
- 0923: Pilgrim I., Erzbischof von Salzburg
- 1060: Hugo V. von Lusignan, französischer Adliger, Herr von Lusignan und Herr von Couhé
- 1131: Hiltebold, Bischof von Gurk
- 1182: Konrad II., Herzog von Dachau
- 1184: Agnes von Staufen, Tochter von Kaiser Friedrich I. Barbarossa
- 1203: Hiki Yoshikazu, japanischer Schwertadliger
- 1216: az-Zahir Ghazi, Emir von Aleppo
- 1286: Johann I., Graf von Penthièvre und Herzog der Bretagne
- 1291: Heinrich I., Herr zu Werle
- 1293: Friedrich von Fronau, Bischof von Chiemsee
- 1303: Beatrix von Grafschaft, Äbtissin des Stifts Freckenhorst

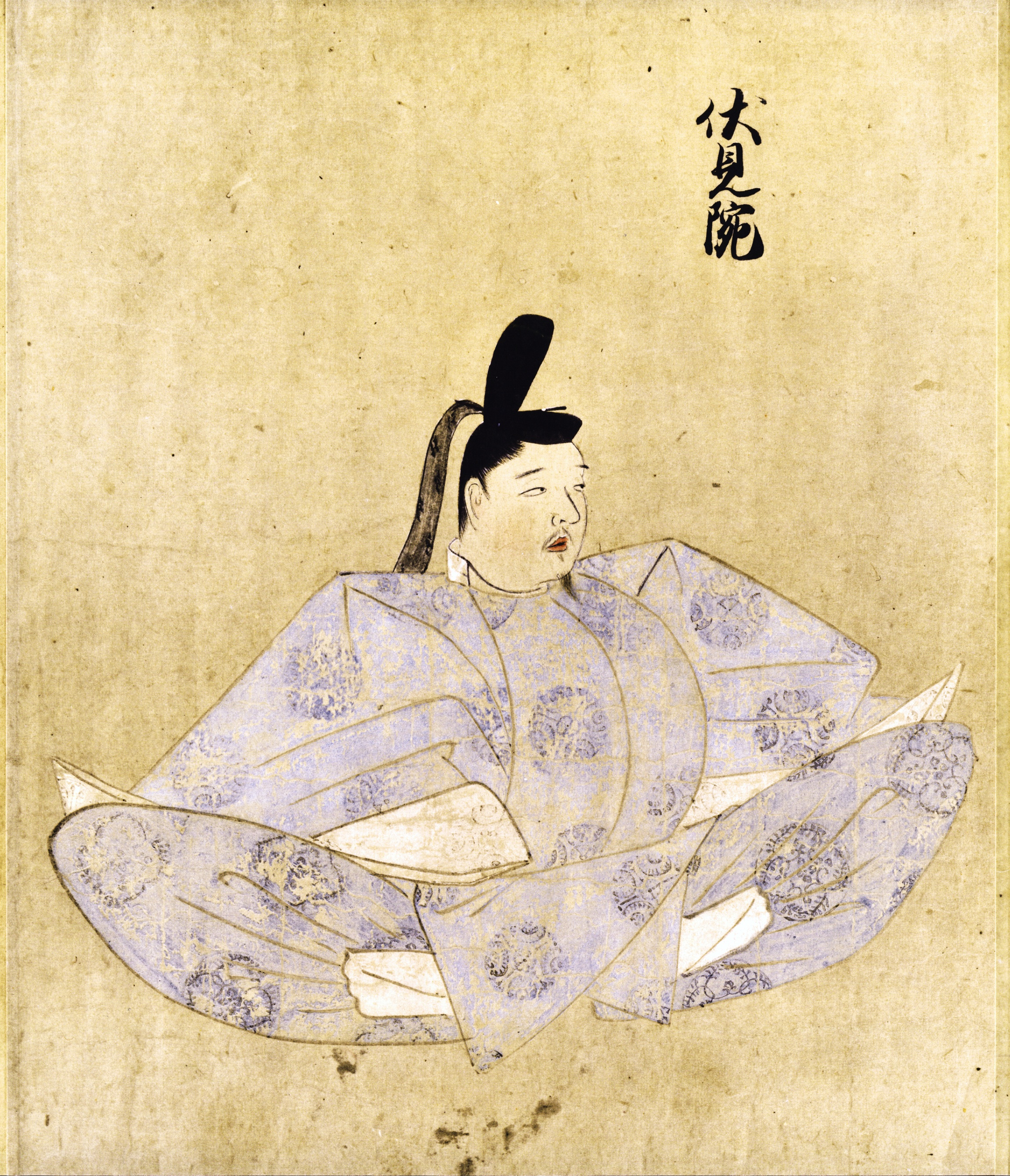
Fushimi († 1317)

- 1317: Fushimi, 92. Tennō von Japan
- 1354: Cola di Rienzo, römischer Politiker und Volkstribun
- 1361: Peter I., Abt der Abtei Niederaltaich
- 1452: Boleslaus II., Herzog von Teschen
- 1508: Martin von Weißenburg, Abt des Klosters Reichenau
- 1509: Agnese Farnese, italienische Adlige
- 1564: Matthias Gunderam, deutscher Theologe
- 1575: Jan Massys, flämischer Maler
- 1578: Adriaen Pauw, niederländischer Kaufmann und Politiker
- 1580: Hieronymus Wolf, deutscher Humanist und Philologe

### 17. und 18. Jahrhundert
- 1620: Heinrich von Dampierre, kaiserlicher Feldmarschall und Kriegsrat
- 1645: Ladislav Burian von Waldstein, böhmischer Adliger und kaiserlicher Generalwachtmeister
- 1653: Kaspar Unternährer, Schweizer Bauernführer im Bauernkrieg von 1653
- 1656: Johann Georg I., Kurfürst von Sachsen
- 1677: Johannes Mitzel, deutscher Jurist
- 1683: Philipp Friedrich Böddecker, deutscher Komponist und Organist
- 1691: Daniel Horthemels, niederländischer Buchhändler und Verleger
- 1703: Tomás Marín González de Poveda, spanischer Offizier, Kolonialadministrator und Gouverneur von Chile
- 1704: Mukai Kyorai, japanischer Dichter
- 1710: Georg Benedikt von Ogilvy, kursächsischer Generalfeldmarschall schottischer Abstammung
- 1715: Moyse Garrigue der Ältere, Juwelier und Händler
- 1722: Leodegar Keller, Luzerner Patrizier, Kleinrat, Landschreiber und Salzdirektor
- 1723: Euthymios Saifi, osmanischer Ordensgründer und Bischof von Tyrus und Sidon
- 1727: Georg Sandrart, deutscher Kaufmann und Tabakhändler in Magdeburg
- 1728: Anne Danican Philidor, französischer Komponist und Hofmusiker
- 1735: Jean-Baptiste Martin, französischer Schlachten- und Vedutenmaler

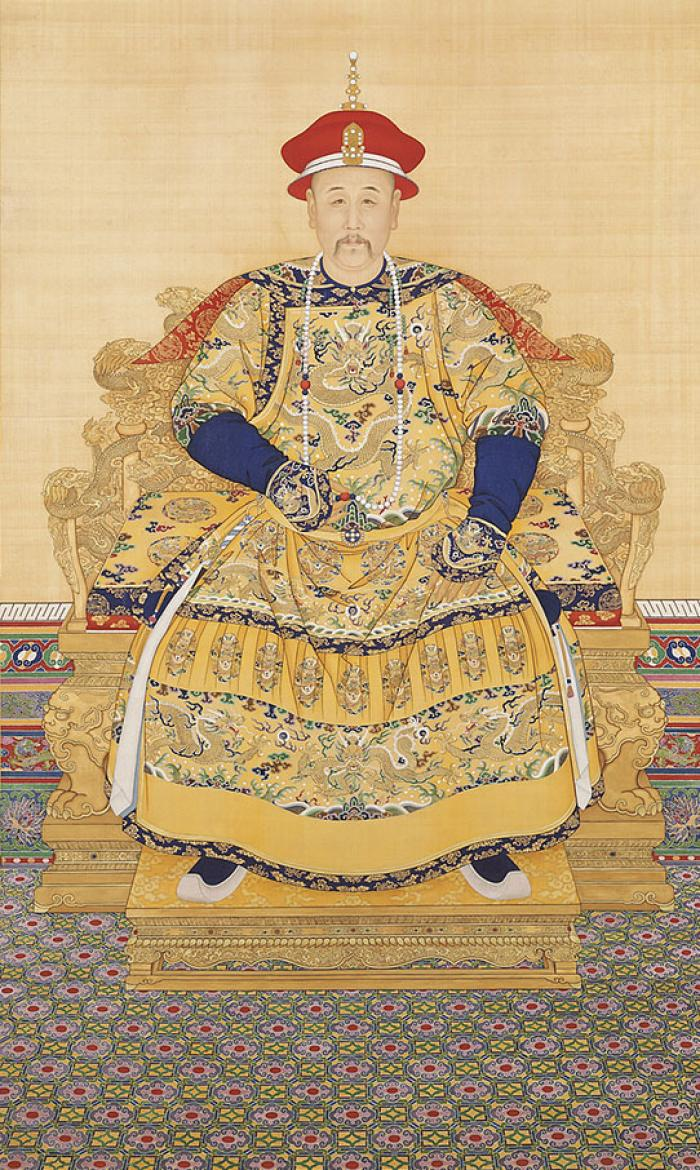
Yongzheng († 1735)

- 1735: Yongzheng, chinesischer Kaiser
- 1736: Johann Heinrich Wedekind, deutscher Porträtmaler in Schweden und Russland
- 1739: Christian Georg Vick, deutscher Autor und Baumeister
- 1741: Charles Campbell, britischer Militär und Politiker
- 1754: Henry Fielding, britischer Romanautor und Satiriker, Dramatiker, Journalist und Jurist
- 1757: Christiane Sophie Charlotte von Brandenburg-Kulmbach, Herzogin von Sachsen-Hildburghausen
- 1758: Christoph Ludwig Crell, deutscher Literatur- und Rechtswissenschaftler
- 1766: Carl Friedrich Richter, Berliner Baumeister und Architekt
- 1772: Jean-Joseph Cassanéa de Mondonville, französischer Violinvirtuose und Komponist
- 1774: Ahmad Shah, Kaiser des nordindischen Mogulreiches
- 1793: John Hancock, US-amerikanischer Politiker und Präsident des Kontinentalkongresses

### 19. Jahrhundert

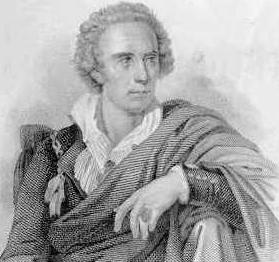
Vittorio Alfieri († 1803)

- 1803: Vittorio Alfieri, italienischer Dichter und Dramatiker
- 1804: Christian Jorhan der Ältere, bayerischer Bildhauer
- 1808: Dionysius van de Wijnpersse, niederländischer reformierter Theologe und Philosoph
- 1814: Adalbert von Harstall, letzter Fürstbischof von Fulda
- 1820: Henri Christophe, haitianischer Präsident und König
- 1821: Juan O’Donojú, spanischer Generalleutnant und Vizekönig von Neuspanien
- 1825: Mathias Martin, deutscher Orgelbauer
- 1826ː Marie-Guillemine Benoist, französische Malerin des Klassizismus
- 1826: Friedrich Krupp, deutscher Industrieller
- 1832: Julius Mařák, tschechisch-böhmischer Landschaftsmaler
- 1834: François-Adrien Boieldieu, französischer Opernkomponist
- 1834: Philipp Jakob Hoffmann, deutscher Architekt und städtischer Bauinspektor
- 1840: John Pratt, 1. Marquess Camden, britischer Politiker

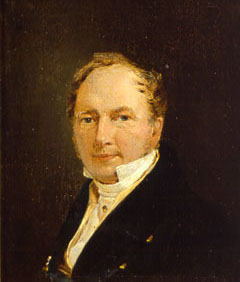
Christoph Ernst Friedrich Weyse († 1842)

- 1842: Christoph Ernst Friedrich Weyse, dänischer Komponist
- 1851: Johann Gruber, deutscher Kaufmann und Politiker
- 1855: Samuel D. Hubbard, US-amerikanischer Politiker
- 1858: Luigi Catenazzi, Schweizer Pädagoge und Politiker
- 1869: Franklin Pierce, US-amerikanischer Präsident und Jurist
- 1875: Alexander Forbes, schottischer Bischof
- 1880: Magnus Brostrup Landstad, norwegischer Pfarrer, Herausgeber und Verfasser von Kirchenliedern
- 1882: Johannes Schlosser, Schweizer Pädagoge
- 1886: Lorenz Hutschenreuther, deutscher Porzellanunternehmer
- 1886: Claus Pavels Riis, norwegischer Dichter
- 1888: Moritz Schmidt, deutscher Altphilologe
- 1889: Oskar Aders, deutscher Landgerichtsdirektor und Mäzen
- 1894: Kanagaki Robun, japanischer Schriftsteller
- 1895: Myeongseong, Königin des koreanischen Königreiches Joseon
- 1898: Marie von Sachsen-Altenburg, Prinzessin von Sachsen-Altenburg und durch Heirat Prinzessin von Preußen

### 20. Jahrhundert

#### 1901–1950
- 1904: Clemens Winkler, deutscher Chemiker
- 1905: Johann Gottlieb Schoch, deutscher Gartenarchitekt und Gartendirektor der Stadt Magdeburg

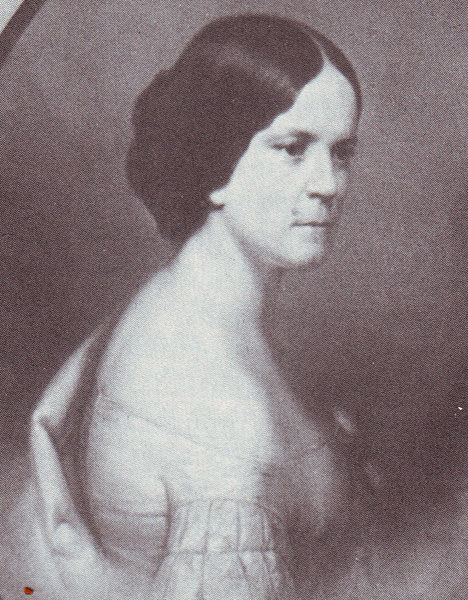
Mary Cyrene Burch Breckinridge († 1907)

- 1907: Mary Cyrene Burch Breckinridge, US-amerikanische Second Lady
- 1914: Josep Berga i Boix, katalanischer Maler, Kunstpädagoge und Schriftsteller
- 1918: Károly Aggházy, ungarischer Klaviervirtuose und Komponist
- 1924: Ernestine von Kirchsberg, österreichische Landschaftsmalerin
- 1925: Josef Sapl, österreichischer Orgelbauer
- 1926: Theodor Des Coudres, deutscher Physiker
- 1927: Ricardo Güiraldes, argentinischer Schriftsteller
- 1928: Larry Semon, US-amerikanischer Schauspieler, Drehbuchautor und Filmregisseur
- 1929: Jacek Malczewski, polnischer Maler des Modernismus und Symbolismus
- 1931: Luigi von Kunits, österreichischer Dirigent, Komponist, Geiger und Musikpädagoge
- 1933: Guido d’Ippolito, italienischer Autorennfahrer
- 1934: Krikor Balakian, armenischer Bischof

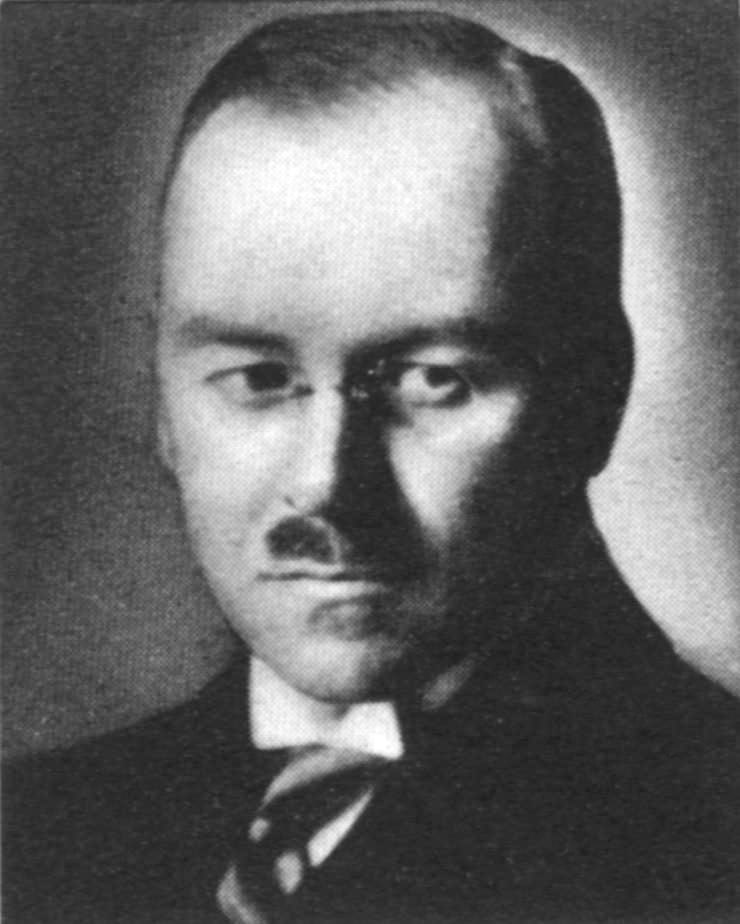
Hans Tropsch († 1935)

- 1935: Hans Tropsch, deutscher Chemiker
- 1936: Ahmet Tevfik Okday, letzter Großwesir des Osmanischen Reiches
- 1938: Hnat Chotkewytsch, ukrainischer Schriftsteller, Banduraspieler, Komponist und Ethnograph
- 1938: Elizabeth Nourse, US-amerikanische Malerin
- 1940: Walter Rusk, britischer Motorradrennfahrer
- 1941: Gus Kahn, US-amerikanischer Musiker, Liedermacher und Textdichter
- 1942: Wilhelm Crönert, deutscher Altphilologe
- 1943: Otto Erler, deutscher Dramatiker
- 1944: Jean d’Aulan, französischer Bobfahrer, Flieger und Autorennfahrer
- 1944: Esther Philipse, niederländische Schauspielerin, Opfer des Holocaust

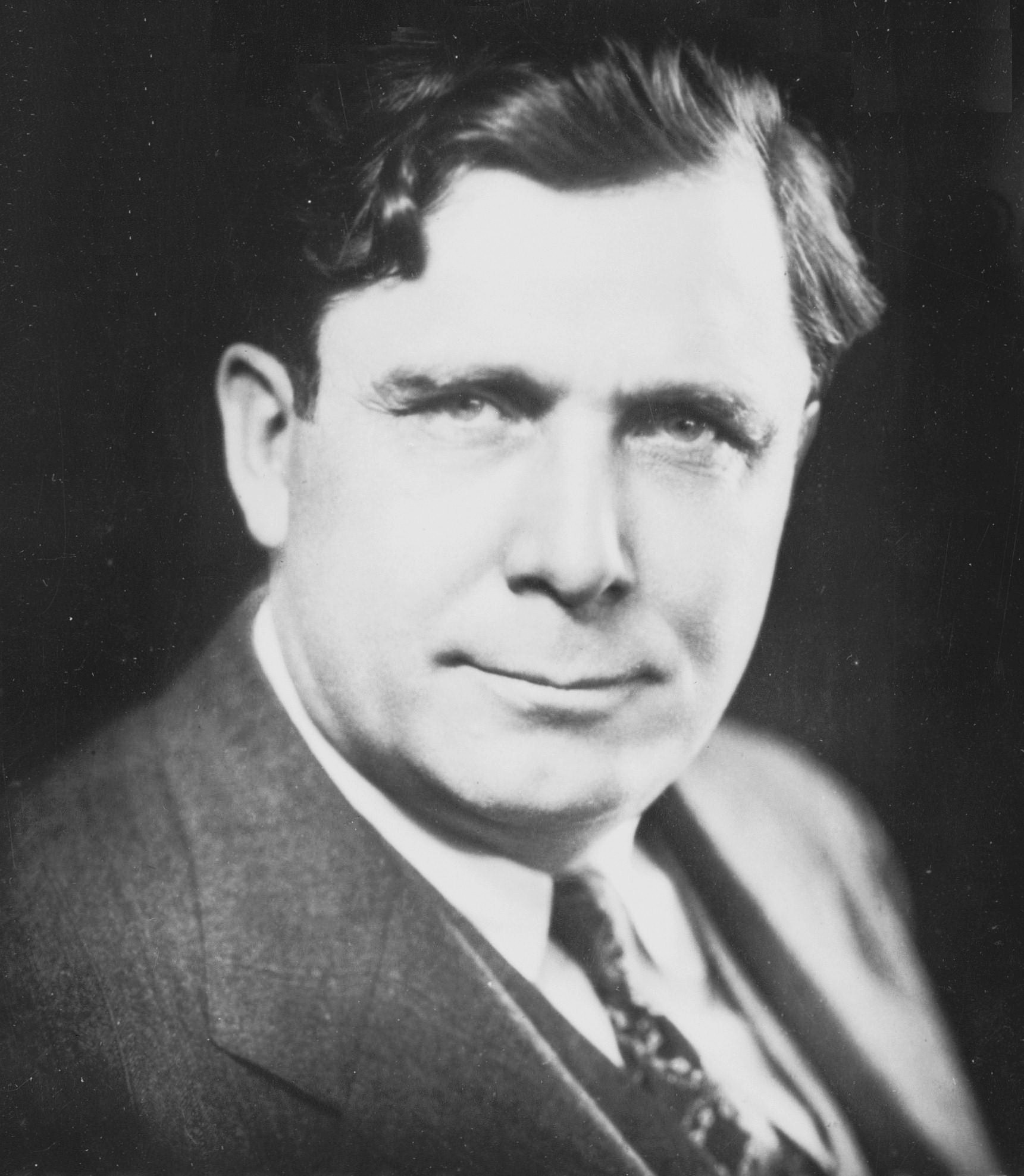
Wendell Willkie († 1944)

- 1944: Wendell Willkie, US-amerikanischer Jurist, Präsidentschaftskandidat
- 1945: Felix Salten, österreichisch-ungarischer Schriftsteller
- 1946: Gustav von Zahn, deutscher Geograph
- 1948: Sydney Anderson, US-amerikanischer Politiker
- 1949: Friedrich Ackermann, bayerischer Politiker und Jurist

#### 1951–2000
- 1952: Anton Pawlowski, deutscher Politiker
- 1953: Nigel Bruce, britischer Schauspieler

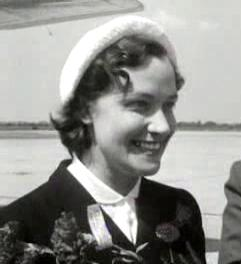
Kathleen Ferrier († 1953)

- 1953: Kathleen Ferrier, britische Altistin
- 1959: Bernd Aldenhoff, deutscher Heldentenor
- 1962: Hans Ambs, deutscher Politiker
- 1963: Karl Aberle, deutscher Verleger und Politiker
- 1963: Maria Grengg, österreichische Erzählerin und Malerin
- 1966: Mary Catherine Bishop Weiss, US-amerikanische Mathematikerin
- 1966: Célestin Freinet, französischer Reformpädagoge
- 1967: Clement Attlee, britischer Politiker und Premierminister
- 1967: Johan Schreiner, norwegischer Historiker
- 1968: Albrecht Saathoff, deutscher lutherischer Pastor und Historiker
- 1968: Frank Skinner, US-amerikanischer Komponist
- 1969: Emil Dovifat, deutscher Publizistikwissenschaftler
- 1969: Hedwig Wachenheim, deutsche Sozialpolitikerin und Historikerin, MdL
- 1970: Józef Kropiński, polnischer Geiger, Komponist, Widerstandskämpfer und KZ-Überlebender

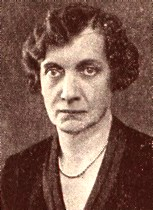
Johanna Bordewijk-Roepman († 1971)

- 1971: Johanna Bordewijk-Roepman, niederländische Komponistin
- 1972: Prescott Bush, US-amerikanischer Senator
- 1975: Walter Felsenstein, österreichischer Regisseur
- 1975: Josef Traxel, deutscher Tenor
- 1977: Uno Åhrén, schwedischer Architekt und Stadtplaner
- 1978: Tibor Serly, ungarischer Komponist
- 1979: David Izenzon, US-amerikanischer Jazz-Bassist
- 1980: Maurice Martenot, französischer Musiker, Erfinder der Ondes Martenot
- 1980: Roland Schnell, deutscher Motorradrennfahrer
- 1981: Heinz Kohut, österreichischer Psychologe

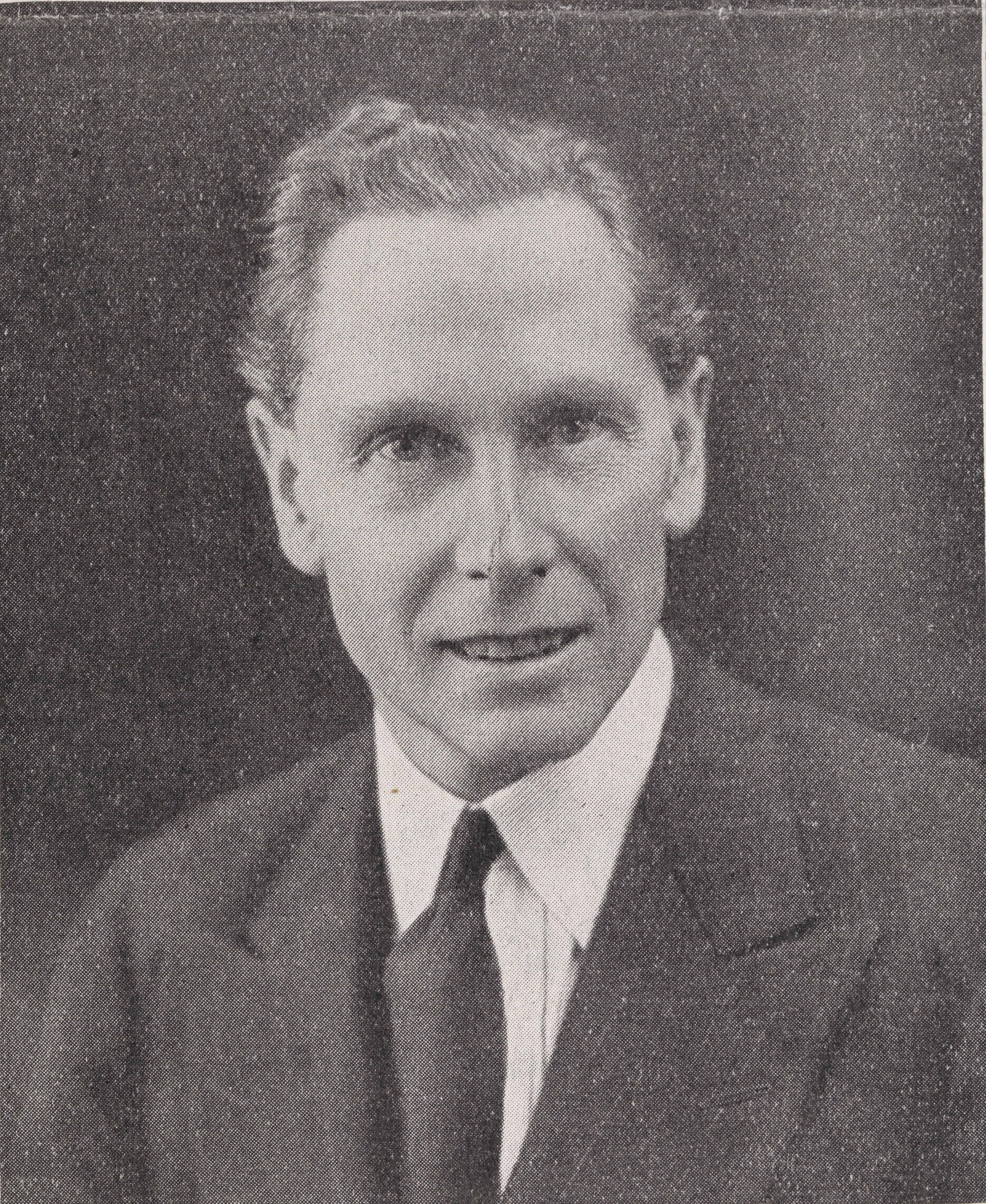
Philip Noel-Baker († 1982)

- 1982: Philip Noel-Baker, britischer Leichtathlet und Politiker, Nobelpreisträger
- 1983: Robert Docking, US-amerikanischer Politiker, Gouverneur von Kansas
- 1983: Joan Hackett, US-amerikanische Schauspielerin
- 1983: Ina Lohr, niederländisch-schweizerische Violinistin, Kirchenmusikerin, Komponistin und Musikpädagogin
- 1984ː Maimi von Mirbach, deutsche Cellistin und Angehörige der Bekennenden Kirche, Gerechte unter den Völkern
- 1984: Kurt Roesch, deutsch-US-amerikanischer Maler
- 1985: Riccardo Bacchelli, italienischer Schriftsteller
- 1986: Nels Anderson, US-amerikanischer Soziologe
- 1988: Ernst Hermann Meyer, deutscher Komponist, Musikwissenschaftler und Musiksoziologe
- 1989: Pedro Galindo, mexikanischer Sänger, Komponist, Schauspieler und Filmproduzent
- 1990: Frank Cope, US-amerikanischer American-Football-Spieler
- 1990: B. J. Wilson, britischer Rockmusiker

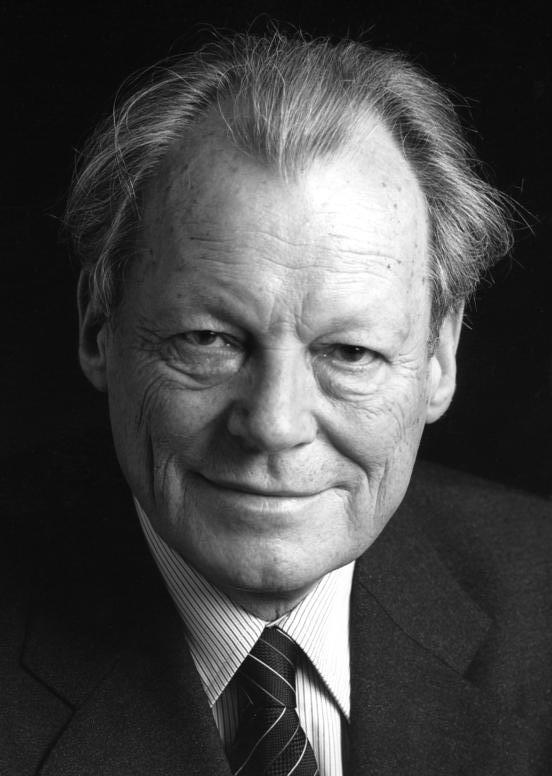
Willy Brandt († 1992)

- 1992: Willy Brandt, deutscher Politiker, MdB, MdL, Regierender Bürgermeister von Berlin, Außenminister und Bundeskanzler, Nobelpreisträger
- 1992: Lisa Korspeter, deutsche Politikerin, MdB
- 1993: Bruno Balscheit, Schweizer evangelischer Geistlicher und Hochschullehrer
- 1997: Nando Barbieri, italienischer Autorennfahrer
- 1998: Anatol Vieru, rumänischer Komponist und Dirigent
- 1998: Zhang Chongren, chinesischer Maler und Bildhauer
- 2000: Viktor Kühne, Schweizer Staatsbeamter
- 2000: Francesco Pennisi, italienischer Komponist

### 21. Jahrhundert
- 2002: Joachim Zahn, deutscher Industrieller
- 2002: Philippe Boutros Chebaya, libanesischer Bischof
- 2003: Kozō Andō, japanischer Kendōka
- 2004: Jacques Derrida, französischer Philosoph
- 2004: Reiner Schreiber, deutscher Politiker
- 2004: Rico Weber, Schweizer Künstler
- 2005: Joachim Dalsass, Südtiroler Politiker
- 2005: Tin Dekkers, niederländischer Boxer
- 2007: Constantin Andreou, griechisch-französischer Maler und Bildhauer
- 2008: Herbert Bötticher, deutscher Schauspieler
- 2008: Hogan Wharton, US-amerikanischer American-Football-Spieler
- 2013: Dieter Ertel, deutscher Journalist
- 2013: Akong Rinpoche, tibetischer Geistlicher und Autor

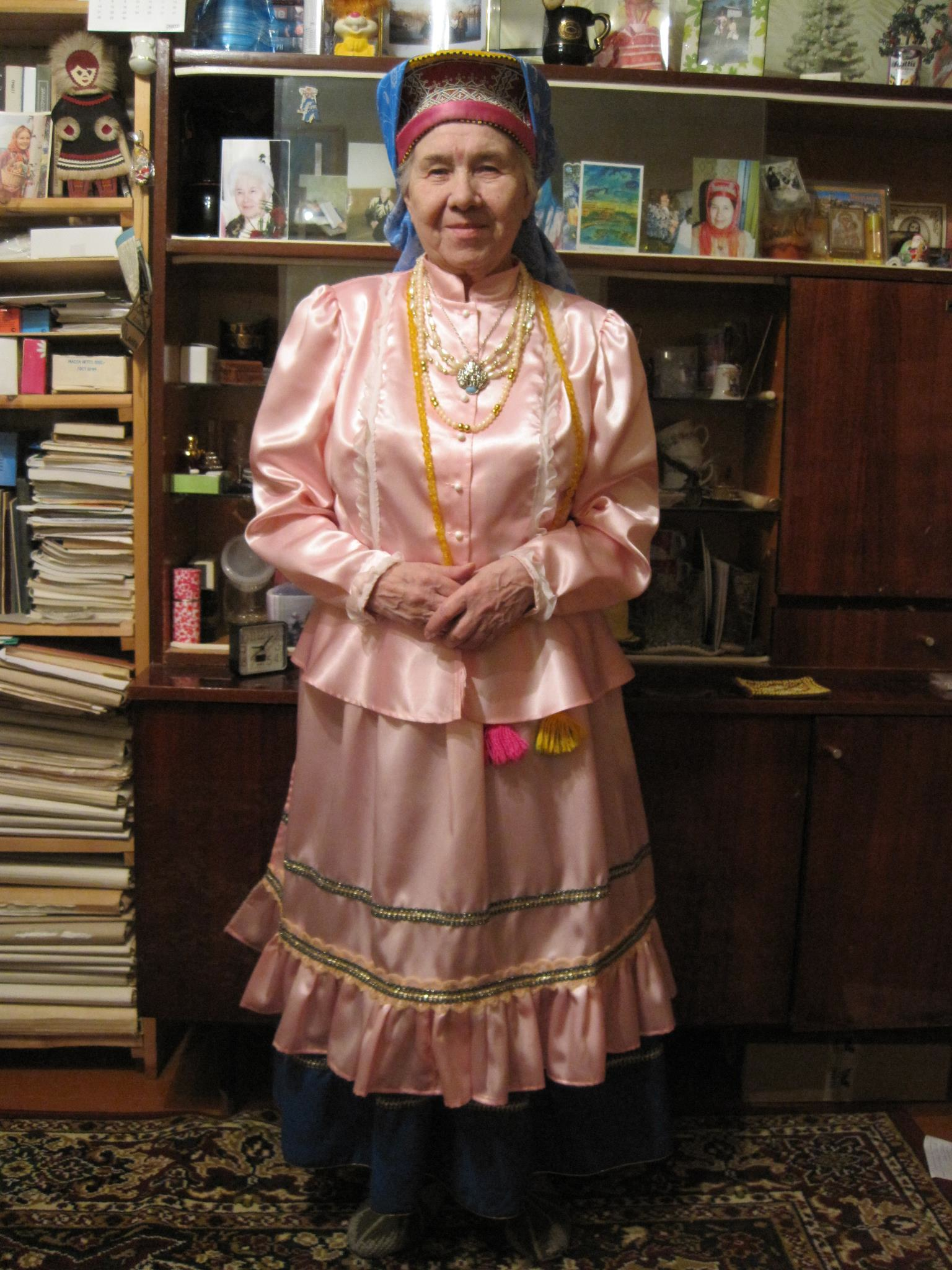
Alexandra Antonowa († 2014)

- 2014: Alexandra Andrejewna Antonowa, samische Schriftstellerin und Sprachaktivistin
- 2014: Eric Duncan, liberianischer Indexpatient
- 2015: Dieter Athenstedt, deutscher Fechter und Fechttrainer
- 2015: Jim Diamond, britischer Popsänger und Songwriter
- 2016: Jacob Neusner, US-amerikanischer Religionswissenschaftler
- 2016: Stylianos Pattakos, griechischer Militär und Politiker
- 2017: Y. A. Tittle, US-amerikanischer American-Football-Spieler
- 2017: Birgitta Ulfsson, finnlandschwedische Schauspielerin
- 2018: Wajima Hiroshi, japanischer Sumōringer
- 2018: Ralf Zimmermann von Siefart, deutscher Manager
- 2019: Ted Green, kanadischer Eishockeyspieler und -trainer
- 2019: Liisi Ojamaa, estnische Lyrikerin und Übersetzerin

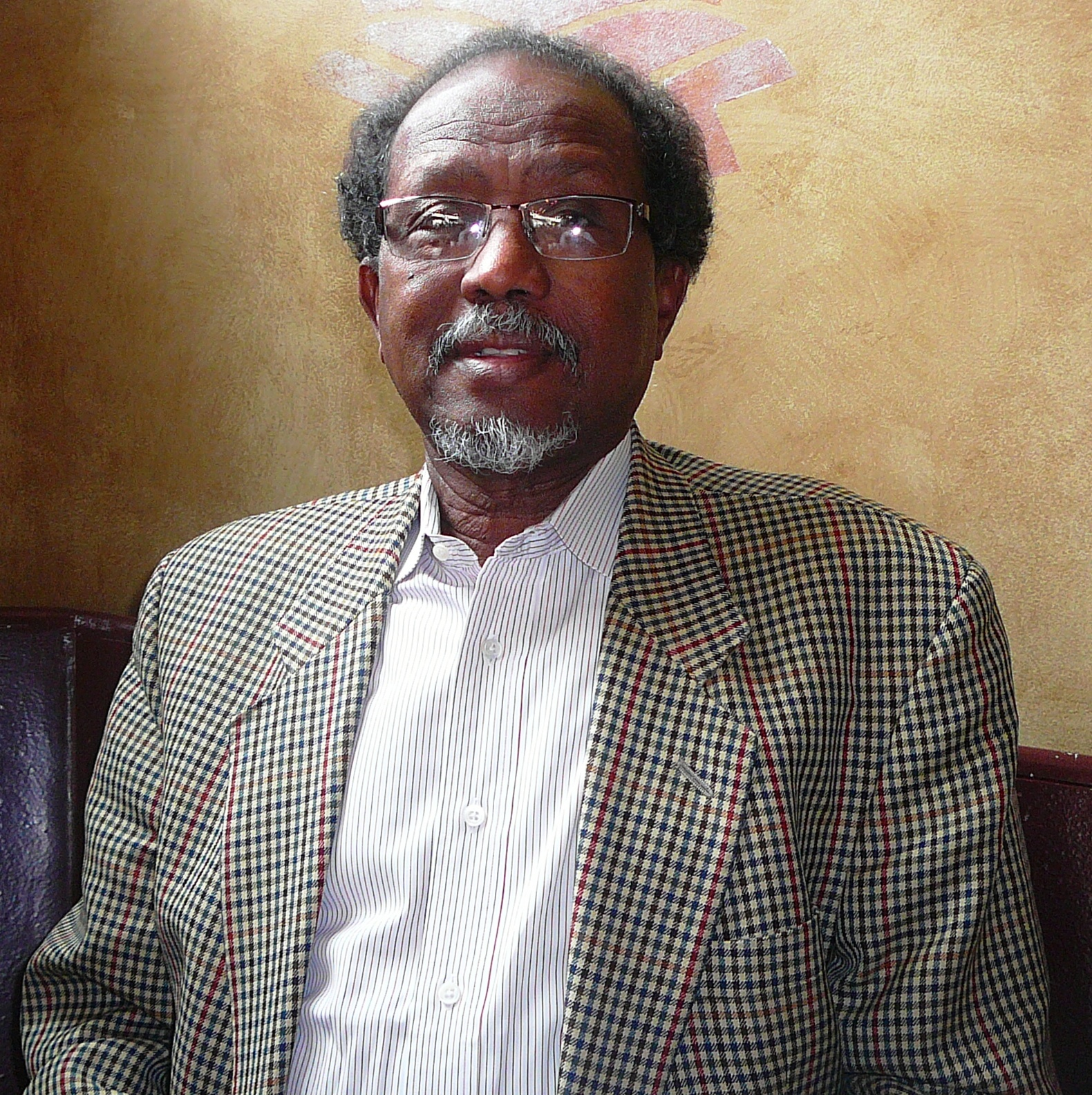
Ali Khalif Galaid († 2020)

- 2020: Ali Khalif Galaid, somalischer Politiker
- 2020: Charles Moore, US-amerikanischer Hürdenläufer und Olympiasieger
- 2021: Klaus Breuing, deutscher Puppenspieler, Puppengestalter und Autor
- 2021: Rita Engelmann, deutsche Schauspielerin und Synchronsprecherin
- 2022: Gerben Karstens, niederländischer Radrennfahrer
- 2022: Peter Tobin, britischer Serienmörder
- 2023: Benno Budar, sorbischer Schriftsteller
- 2023: Nina Matwijenko, ukrainische Sängerin
- 2024: Georg Hauser, deutscher Archäologe
- 2024: Don Marshall, kanadischer Eishockeyspieler

## Feier- und Gedenktage
- Kirchliche Gedenktage
  - Johannes Mathesius, böhmischer Lehrer und Pfarrer (evangelisch)
  - Hl. Reparata, römische Märtyrerin (katholisch)
  - Hl. Thais, ägyptische Hetäre (katholisch)
- Staatliche Feier- und Gedenktage
  - Kroatien: Unabhängigkeitstag

Weitere Einträge enthält die Liste von Gedenk- und Aktionstagen.